# 年越し
年越し（としこし）は1年の最後の日、グレゴリオ暦で12月31日であり、多くの地域ではシルヴェスターの日と呼ぶ。多くの国で、年越しの夜の会合で多くの人が楽しくダンスを踊り、食事や飲み物を楽しんで、新年を迎える花火で祝う。年越しの礼拝に行く人たちもいる。祝祭は通常、深夜0時を過ぎ1月1日（元日）まで続く。キリバスとサモアが最も早く新年を迎える国であり、ハワイ州ホノルルが最後の地域である。

## 北アメリカ

### カナダ
カナダの新年の伝統や祝祭は地域により異なる。年越し（英語でNew Years's Eveおよびフランス語でVeille du Jour de l'An）は通常社会的な休日である。トロントやオンタリオ州のナイアガラフォールズといった多くの都市では大規模な祝祭があり、コンサート、深夜パーティ、スポーツイベント、花火が開催され、ほとんどの主要都市では祝祭時間帯に公共交通機関が無料で運行される。ケベック州など、地域によっては、友人達と1月1日早朝まで氷穴釣りして酒を飲む。
1956年から1976年まで、ガイ・ロンバルド楽団はニューヨーク市パーク街、ウォルドルフ＝アストリアホテルの舞踏場からの演奏が、CBS収録を中継してCBCで放送された。ロンバルドの没後、ロイヤル・カナディアン楽団はCBCとCBSで1978年まで演奏を続けた。
1992年に、スケッチコメディ劇団のRoyal Canadian Air Farce（カナダ空軍をもじった名前）がCBCテレビで年に1度の「Year of the Farce」特別番組の放送を開始した。この番組ではその年の主な出来事やニュースを風刺したスケッチコメディを特集する。1992年版は1回限りの特別番組であったが、「Year of the Farce」のエピソードはレギュラー番組の「Air Farce Live」として継続して1992年から2008年まで放送され、2008年12月31日にシリーズ大団円を迎えた。テレビシリーズ終了後、出演者は年越し特別番組への出演を続けた。
同様にケベック州ではフランス語放送局Télévision de Radio-Canadaが毎年年越しコメディ特別番組、「Bye Bye」を放送する。この番組は1968年から1998年までの通常放送を様々なコメディアンが演出し、2006年にケベックのコメディ劇団、Rock et Belles Oreillesにより復刻放送された。2008年版では、ケベックのテレビ司会者Véronique Cloutierが司会兼共同制作して、英語圏カナダ人と当時アメリカ合衆国大統領候補のバラク・オバマを笑い者にするスケッチを含め、多くの視聴者を不快にするスケッチが不評であった。

### メキシコ
メキシコでは、深夜0時のカウントダウンで鐘の音が12回鳴る度に1つずつ願いを込めてブドウを食べ、年越し（スペイン語：Vispera de Año Nuevo）を祝う。メキシコでは迎える年の願いを示す色で家庭やパーティ会場を飾る。赤は生活全般と恋愛運、黄色は仕事運、緑は金運、白は健康運の向上を願う。メキシコでは生地にコインや飾りものを隠して甘いパンを焼く。パンが供されたとき、切ってコインや飾りものが入っている人は新年に幸運に恵まれるといわれる。もうひとつの伝統は、1年間の悪いまたは不幸な出来事の一覧を作り、深夜0時までに火の中に投げ入れることで、新年に向けて厄よけすることである。同時に、1年の良い出来事すべてに感謝を示し、新年も続くことを願う。
メキシコでは深夜のディナーで家族と祝う。伝統的な食事はシチメンチョウとモーレである。その後多くの人々はナイトクラブなどの家庭外のパーティに参加する。メキシコシティでは中心街のソカロ広場周辺を中心とした年越し祭りが行われる。祭りには爆竹と花火で祝い、「Feliz año nuevo」と叫ぶ。

### プエルトリコ
プエルトリコでは年越しを友人や家族と祝う。サンフアンのプエルトリコ・コンベンションセンター (Puerto Rico Convention Center) が祝祭の主要な呼び物である。そこには深夜のラテン音楽と花火、スペイン語でのテーマ曲「Auld Lang Syne」、そして素晴らしい料理がある。

### アメリカ合衆国

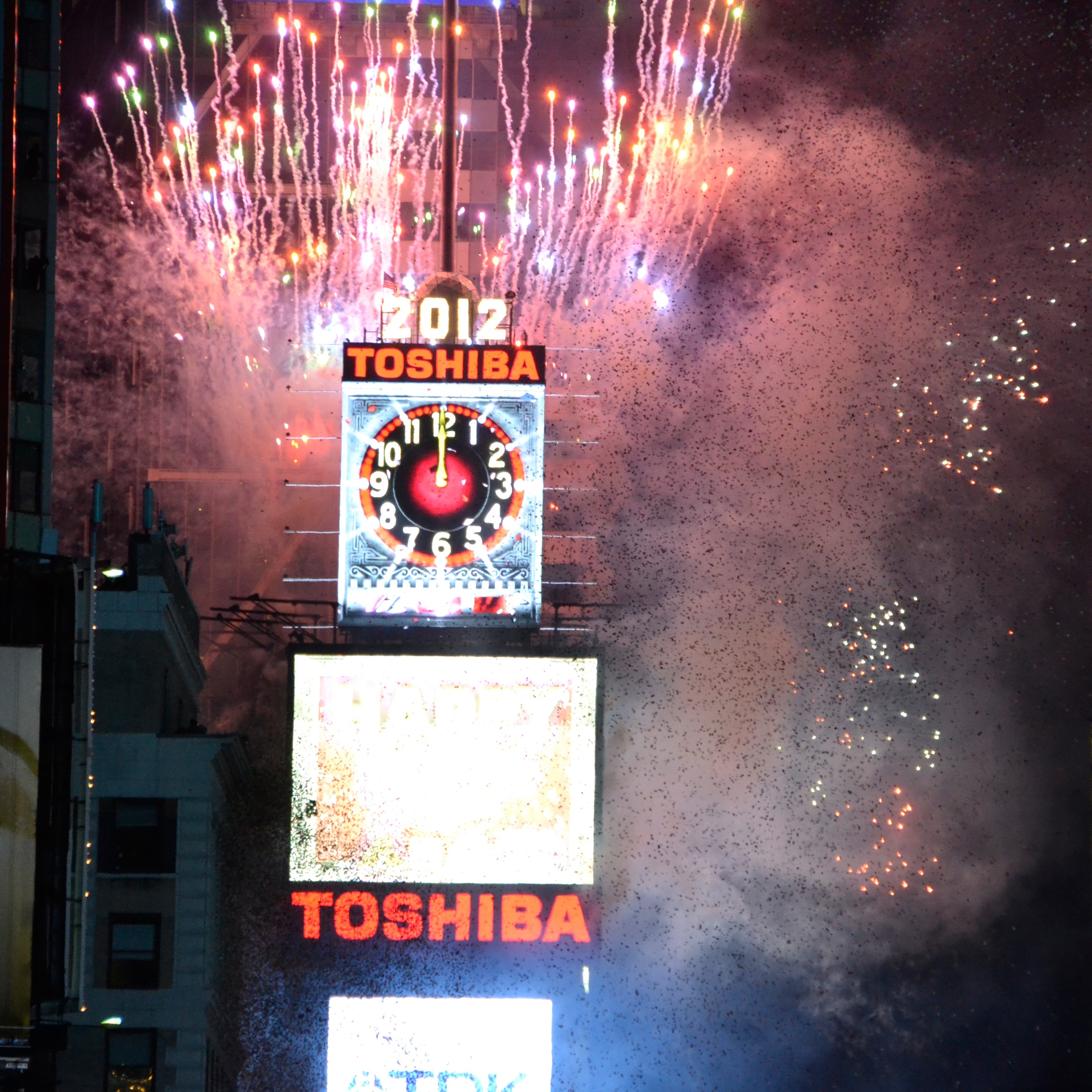
タイムズスクエアでのボールドロップは毎年100万人の観客を魅了する。

アメリカ合衆国では、年越しをフォーマルパーティと家族行事で祝う。
この国で最も著名な新年の祝祭のひとつはニューヨークのタイムズスクエアで開催されるボールドロップである。時報で正式に使われるタイムボールから創作し、東部標準時午後11時59分に、重量11,875 lb (5,386 kg)、直径12 ft (3.7 m)のウォーターフォード・クリスタル (Waterford Crystal) 製ボールをワン・タイムズスクエア屋上から141 ft (43 m)の高さの旗竿を落下させ、60秒後にビルの屋上に達して新年の開始を告げる。ボールドロップは1907年から開催され、近年は毎年平均約100万人の観客を集めている。この仕掛けの人気により各地で類似の「ドロップ」イベントが開かれ、地域を代表するものを（「モモの州」としてのジョージア州のアイデンティティを表すアトランタの「ピーチドロップ」のように）落とす場合もある。これらと並んで、アメリカ合衆国のいくつかの都市と街では、ファーストナイト (First Night) イベントが開催される。これは、地域芸術文化を中心とした家族向け祝祭を目的としている。
テレビもまた年越し祝祭の大きな役割を果たす。アメリカ合衆国の放送ネットワークはタイムズスクエアから祭りを中心とした特別番組を放送する。1928年のラジオ番組から始まり、CBSsでは1956年から1976年までガイ・ロンバルドとロイヤル・カナディアンズ楽団がニューヨーク市パーク街、ウォルドルフ＝アストリアホテルの舞踏場から毎年年越し特別番組を送った。この番組はまた、深夜0時のロイヤル・カナディアンズ楽団によるテーマ曲「オールド・ラング・サイン」演奏で知られ、それにより年越しの定番として普及した。1977年のロンバルドの没後、「Dick Clark's New Year's Rockin' Eve」（1972年にNBCで放送開始され、1974年以降はABCで放送）が急速に米国の国民的な最も視聴される年越し番組となった。2000年の特別番組、「ABC 2000 Today」を含め、ディック・クラークは33年連続でABCの年越し特別番組の司会を務めた。脳梗塞の影響で2005年の番組にはクラークは出演せず、米国版フー・ウォンツ・トゥ・ビー・ア・ミリオネア司会者のレジス・フィルビン (Regis Philbin) が代役となり、脳梗塞が原因の言語症のため以後メイン司会をすることはなかった。このような不足がありながら、クラークは2012年4月に亡くなるまで「New Year's Rockin' Eve」に短時間ながら出演し続け、その後司会の役割をテレビ/ラジオ司会者でアメリカン・アイドル司会者であるライアン・シークレストに譲った。
年越しは伝統的に、フロリダ州のウォルト・ディズニー・ワールド・リゾートおよびアナハイムのディズニーランドにおいて1年で最も忙しい日であり、パークは深夜まで営業し通常の夜の花火に加えて深夜に年越しの特別ショーが開催される。

#### 宗教儀式
カトリック教会では、1月1日はキリストの母、聖母マリアを礼拝する守るべき祝日 (Holy day of obligation) であり、教会はすべてのカトリック教徒がミサへの参加を必要とする。しかしながら、前宵のミサは聖なる日の前日夕方に開くことができるため、年越しの夕方にミサを祝うことが慣例となった。（年越しはカトリック教会カレンダーでシルウェステル1世を礼拝する祝日であるが、アメリカ合衆国では広く認識されていない。）
多くのキリスト教会は除夜の集会を催す。幾つかの教会、特にルーテル教会、メソジストおよび黒人教会には「Watch Night」として知られる伝統があり、深夜0時過ぎまで続く礼拝に信者が集まって過ぎ行く年の加護に感謝して来たる年のご利益を祈る。英語圏において、「Watch Night」は、メソジストの創始者ジョン・ウェスレーまでたどることができる。この習慣は1730年代にイングランドにやってきたモラヴィア兄弟団から学んだ。モラヴィア兄弟団は今なお「Watch Night」礼拝を年越しに催している。1862年の年越しの「Watch Night」は、リンカーンが発表した奴隷解放宣言に署名する1863年1月1日を奴隷が待ち望んでおり、アフリカ系アメリカ人にとって特別な意味を持っていた。

## ヨーロッパ

### オーストリア
オーストリアでは、年越しは通常友人や家族とともに祝う。丁度深夜0時に、オーストリア放送協会が放送するすべてのラジオとテレビ番組はウィーンのシュテファン大聖堂の大鐘、プンメリン (Pummerin) の音、続いてヨハン・シュトラウス2世作曲の『美しく青きドナウ』（Donauwalzer）を放送する。これに合わせて多くの人がパーティやストリートで踊る。ウィーンの各ストリートでは、ウィーン市はバンドやオーケストラ演奏が開催され、多くの人々が集まる。花火は市が開催するものと個人で行うものがある。

### ベルギー
ベルギーでは、年越しをSint Sylvester Vooravond（聖なるシルベスターの夜）またはOudjaar（旧年）と呼び、家族パーティで祝う。フランス語圏のワロン地域ではréveillonsと呼ばれる。テレビではスタンドアップ・コメディアンがこの1年を振り返り、続いて音楽番組やバラエティ番組で深夜0時の合図があり、誰もがキスをして幸運を祈る挨拶を交わし、新年と欠席した親戚や友人のためにシャンパンで乾杯する。多くの人が花火をしたり、通りに出て花火を見たりする。ほとんどの都市は独自の花火大会を開催する。芸術の丘 (Mont des Arts) で開催される花火大会が最も有名である。市街、カフェ、およびレストランは混雑する。その後、無料バスや特別な年越しタクシー（ボランティアグループ「責任ある若いドライバー」）で帰宅する。
1月1日（オランダ語でNieuwjaarsdag）には、子供が「新年の手紙」を読み、金色の智天使や天使、彩色した薔薇とリボンで縛った花冠で飾った紙のホリデー・グリーティングカードを両親に渡す。
ベルギーの農家はまた、動物たちの幸運な新年を祈る。

### ボスニア・ヘルツェゴビナ
ボスニア・ヘルツェゴビナでは広く新年を祝う。街中は装飾され、年越しにはすべての大都市で花火大会とコンサートが開催される。子供たちはDjed Mraz（サンタクロース）に扮した大人から贈り物を貰う。レストラン、クラブ、カフェおよびホテルでは通常、年越しパーティが開かれ、客でいっぱいである。
サラエボでは、Trg Djece（BBIショッピングセンター前の子供の広場）に人々が集まり、地元のロックバンドが演奏した。明け方までトランペットとロックグルーブが演奏し、深夜0時には大きな花火が打ち上げられた。

### チェコおよびスロバキア
チェコとスロバキアの年越し、シルベスター（Silvestr/Silvester）祝祭と伝統は非常に似ている。年越しは1年で最も騒がしい日である。人々は通常友人とパーティ、パブ、クラブ、通りまたは広場に集まって飲食し、新年を祝う。花火は人気ある伝統であり、ブラチスラヴァやプラハといった大都市では、花火は昼前から始まり、深夜0時まで絶え間なく増やしていく。深夜0時からの最初の1分間に、人々はシャンパンで乾杯し、お互いに新年を祝い、幸運と健康を祈って、花火のために外出する。
どちらの国でも、主要なテレビ局は深夜0時のカウントダウン前後に娯楽番組を放送し、カウントダウン後にはそれぞれの国歌が流れる。大統領は朝に新年の挨拶をする。しかしながら近年は、両国に共通する歴史に敬意を表してチェコスロバキア国歌が深夜0時に演奏される。

### デンマーク

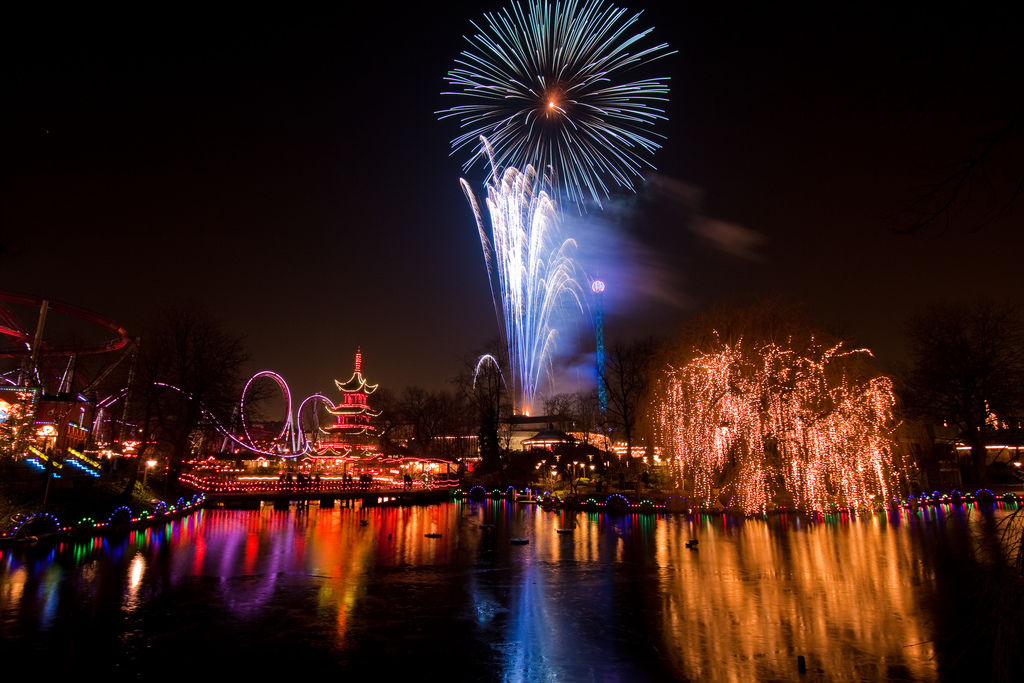
コペンハーゲン上空の新年の花火。

デンマークではパーティに出かけるか家庭で客をもてなす。特別なディナーを食べ、特別なデザートであるKransekageとシャンパンで食事を締めくくる。他の伝統料理は茹でたタラ、ケールのシチュー、および塩蔵の豚ロース肉がある。しかしながら、高級牛肉や寿司が急速に人気になっている。
12月31日にテレビおよびラジオでは、2つの重要な伝統行事が放送される。午後6時のアマリエンボー宮殿からの君主の新年の言葉および午前0時のコペンハーゲン市庁舎時計のカウントダウンである。何千人もの人々が市役所前広場（Rådhuspladsen）に集まり年越しを祝う
。王立近衛兵連隊は赤い祝祭用制服でパレードする。祝祭は深夜0時に市庁舎の鐘が鳴り花火が打ち上げられたときに最高潮に達する。

### イングランド
イギリスの祝祭は、イングランド、スコットランド、ウェールズ、北アイルランドの4つの国で顕著に分けられる。イングランドでは、時計が年越しの深夜0時に起こる移り変わりを象徴する。ロンドンでの祝祭はビッグ・ベン、ウェストミンスター宮殿時計台の鐘と大時計および周辺が中心である。祝祭はBBCにより1984年以降ロンドンからイングランド各リージョン、ウェールズ、および北アイルランドにテレビ中継される。1936年からこれ以前までは、スコットランドの祝祭がテレビ中継されていた。国中のパブ、クラブ、および家庭でパーティが開かれる。深夜0時丁度に、輪になって手を繋ぎオールド・ラング・サインを歌う。

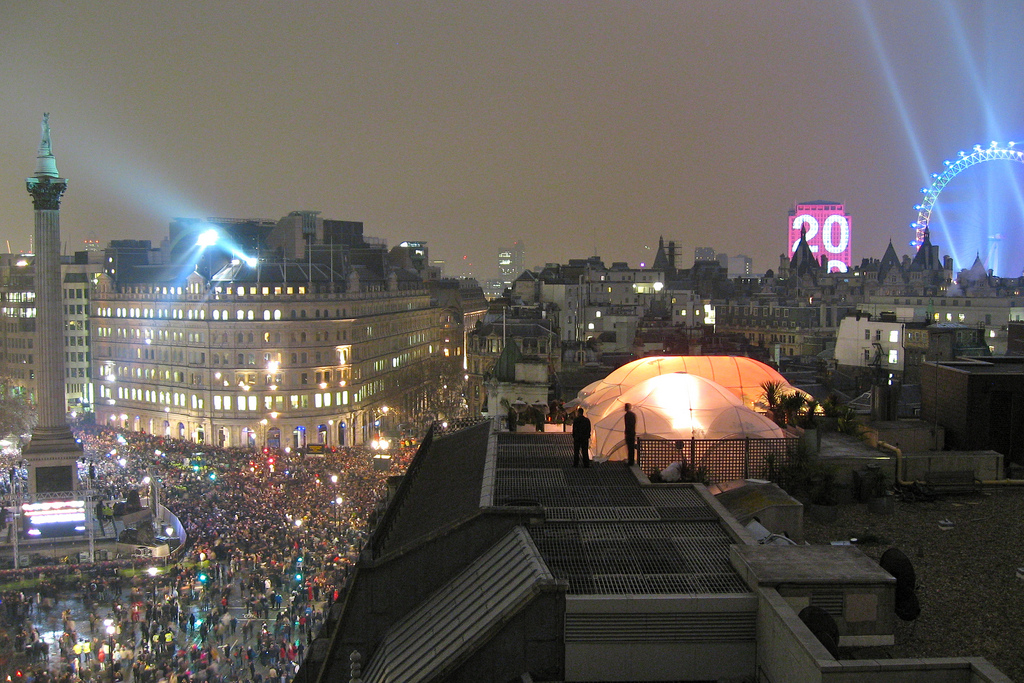
深夜のロンドン・アイの花火などの新年の祝祭のためにロンドン中心部に集まる何千人もの人々。

2010年の年越しでは、約25万人の人々がロンドン・アイ上空の、初めて音楽に合わせて打ち上げる8分間にわたる花火を見るために集まった。これにはブラー、ビートルズ、クイーンといった英国アーティストの楽曲も使われた。ロンドンの祝祭は1月1日まで続き、1987年から毎年、新年パレード (New Year's Day Parade) が開催される。2011年のパレードには1万人以上の音楽家、チアリーダー、パフォーマーが参加した。2012年を迎え、ロンドン・アイの花火に加えて、ビッグ・ベンから鐘が鳴る度に花火が打ち上げられるようになった。
他の主な年越し行事は、バーミンガム、マンチェスター、リヴァプール、リーズ、ニューカッスル・アポン・タインの各都市で開催される。
デヴォンのビデフォードは、カーニバルと仮想の年越し祝祭で知られている。祝祭はビデフォードの波止場とトリッジ川にかかる橋周辺を中心とし、深夜0時にバグパイプ奏者ひとりがオールド・ラング・サインを演奏した後に、花火が打ち上げられる。

### エストニア
エストニアの年越し祝祭では、人々は村を飾り、友人を訪れ豪華な食事を準備する。
年越しには7回、9回または12回食事するべきと考える人々もいる。これらはエストニアの幸運の数字であり、食事を食べる度に、翌年の運気を得ると言われている。食事は全部食べなくてもよく、年越しの家に訪れる先祖や精霊のために残す場合もある。
伝統的な年越しの料理には、豚肉のエストニア風ザワークラウト（mulgikapsad）、ベークドポテト、ルタバガと豚のヘッド、白ソーセージ、ブラッドソーセージがある。ベジタリアンはポテトサラダ、テーブルビートとパテを食べることができる。デザートにはジンジャーブレッドとマジパンが非常に人気である。伝統的な新年の飲み物にはビールとミードがあるが、モルドワインとシャンパンが近年人気である。

### フィンランド
フィンランドでは年越しは友人または家族とともに祝う。深夜のディナーでは、ウィンナー料理、ヤンソンの誘惑、ポテトサラダをメインとして供することが多い。いくつかの自治体主催の花火大会が深夜0時に開催される。家庭向け花火もまた非常に人気である。フィンランドの伝統的鋳物占い（Valaa Tinaa、 (Valaa Tinaa) )は、「錫」（実際には鉛）を小さなフライパンに入れてストーブの上で溶かし、バケツの水に素早く投げ入れて新年を占う。出来た金属の塊の形状は、例えばロウソクで照らした影を解釈するなどして分析する。この占いは、しかしながら、真剣に受け取ることはない。
フィンランドの放送局はヘルシンキ元老院広場の新年祝賀を放送する。年越しのカウントダウンはヘルシンキ大聖堂の時計で行う。午後の番組では、ドイツのコメディスケッチ「Dinner for One」が毎年披露される。ラジオでは、深夜0時前に、エイノ・レイノ作の詩「Hymyilevä Apollo」（アポロの笑顔）が朗読される。

### フランス
フランスでは年越し（la Saint-Sylvestre）は通常、le Réveillon de la Saint-Sylvestre（北カタルーニャではCap d'Any）を祝宴で祝う。祝宴には伝統的にフォアグラ、オイスターなどのシーフードのご馳走とシャンパンが並ぶ。祝祭には、簡素な友人や家族との家庭的なディナーや、より高級な舞踏会、une soirée dansante もある。
元日（e Jour de l'An）には、友人や家族でを新年の抱負 (New Year's resolution) 、キスを交わして交歓する。アイスクリームを食べることもある。
祝日は1月6日の公現祭（Jour des Rois）で終わる。2枚のパフ・ペイストリーにフランジパーヌ（アーモンドペースト）をはさんで作る伝統的なペイストリーのケーキ、ガレット・デ・ロワを食べる。このケーキには小さな陶製人形、fèveが入っており、これを見つけると王または女王になり金色の紙製王冠をかぶり相手を選ぶことができる。この伝統は2週間まで続けることができる。

### ドイツ
ドイツでは、年越し（Silvester）はパーティが一般的である。花火は、個人向けと自治体の大規模花火大会ともに人気である。毎年、ベルリンではヨーロッパ最大の年越し祝祭の1つが開催され、百万人以上の人々が訪れる。主要地点はブランデンブルク門で、深夜0時の花火大会の中心地である。ドイツでは、新年をゼクト（Sekt、ドイツのスパークリングワイン）またはシャンパンで祝う。
1972年以降毎年の年越しで、ドイツのテレビ局の幾つかで[[Dinner for One]]と題した英語のショートコメディが放送されている。スケッチコメディのセリフ『the same procedure as every year（毎年同じ手順で）』はドイツのキャッチフレーズとなった。
もう1つのドイツの年越しの習慣に、de:Bleigießen（「鉛を注ぐ」の意味）があり、溶かした鉛を水に入れて出来た形状によって運勢をみる。そのほか幸運を招くために、煙突掃除人に触れたり、幸運と健康のために額に灰をこすりつけたりする。リキュール入りまたはなしのクリームやカスタード、ジャムを詰めたドーナツ（ベルリーナー）を食べる。最後に、より多くの幸運のために小さなマジパンの豚を食べる。
また別のドイツの伝統にシュペッククーヘン（de:Speckkuchen::）作りがある。近所を次々と訪ねて、この料理を相伴する。この料理はパンケーキに似ているが、ドライソーセージやベーコンを中心にして濃い糖蜜やシロップで作るレシピである。

### ハンガリー
ハンガリーの年越し（Szilveszter）は、家庭パーティまたはブダペスト市街などのストリートパーティで祝う。花火と爆竹が人気である。シャンパン、ワイン、および伝統的なハンガリーの新年料理、フランクフルトソーセージのホースラディッシュ添え、レンズ豆スープ (Lentil soup) 、魚料理、豚肉のローストを食する。過去数世紀には、ハンガリーでは年越しには動物が会話できると信じる人がおり、タマネギの皮12枚に塩をまぶして元日の水の量で雨のが多い月を占う。
年越しと元日のミサの祝祭が、ハンガリーのキリスト教徒の主要な行事である。

### アイスランド

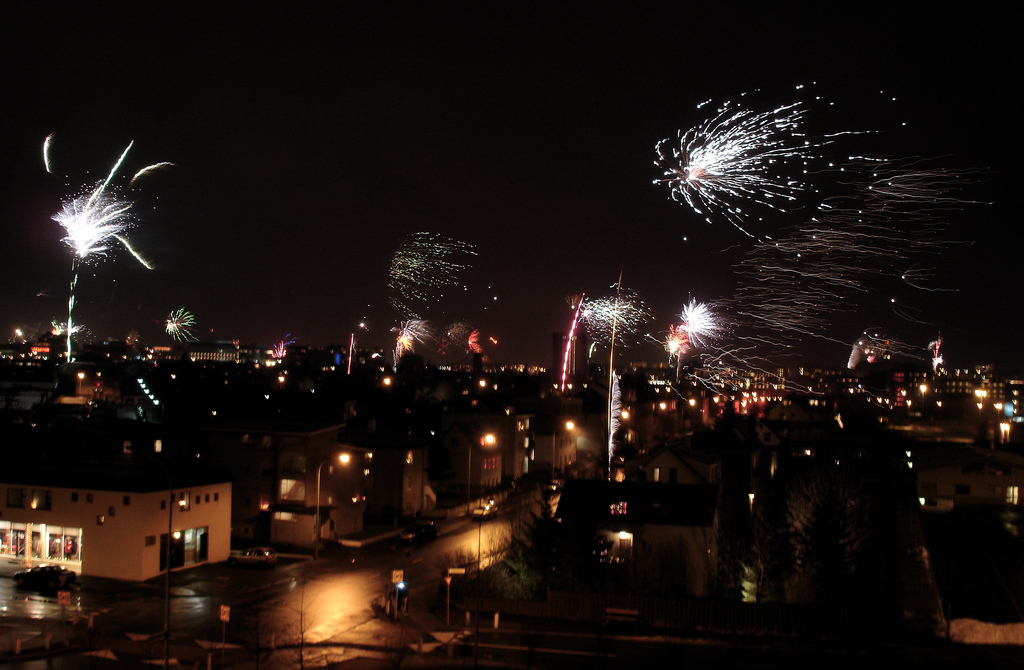
レイキャヴィーク上空の新年の花火

アイスランドでは花火が、特に年越しに大変人気である。かがり火もまた非常に一般的であり、ショーや音楽行事、食事を伴って行われる。
アイスランド最大の年越し行事は通常、首都レイキャヴィークで開催される。夕方にはレイキャヴィークの大聖堂でのミサがラジオで放送され、この放送後にディナーをとる。都市のナイトクラブには人があふれ、少なくとも朝5時までは営業している。
Áramótaskaupið（新年のコメディ）はアイスランドで毎年放送される、新年に欠かせない特別テレビ番組である。前年の出来事を風刺し、その犠牲者である政治家、アーティスト、著名な財界人や活動家には、少しばかりの慈悲をかける。次に、近所の最も大きいかがり火に集まって深夜0時の花火を見る。

### アイルランド
アイルランド主要都市での年越し（Oíche Chinn Bliana、Oíche na Coda Móire、またはOíche Chaille）の祝祭は控えめであり、多くの人々は家族や友人との小さな家庭パーティを好む。国中の、特に大都市でのパブやクラブではイベントを開催する。

### イタリア
イタリアでは、例えば赤い下着を身につけるなどの伝統習慣に従って年越し（Vigilia di CapodannoまたはNotte di San Silvestro）を祝う。途絶えた古代からの伝統には、窓から古いまたは不要なものを投げ落として処分する習慣があった。
ディナーは伝統的に両親や友人と食べる。ザンポーネやコテキーノ（豚足または豚の腸で包んで作るソーセージ）とレンズ豆が定番料理である。午後8時30分に大統領がテレビ放送でイタリア国民へのメッセージを述べる。
深夜0時に国中で花火が打ち上げられる。鐘が深夜0時を告げ、鐘が鳴る度にスプーン1杯のレンズ豆のシチューを食べる。これは、丸いレンズ豆を硬貨に見立てて、幸運をもたらす風習である。

### マケドニア
マケドニアでは国中で年越しを祝う。元旦は一日中花火大会で祝う。年越しは、家族や友人と自宅やレストラン、クラブ、カフェまたはレストランで祝う。日中の祝祭の間に、子供達は贈り物を受け取る。夕方の祝祭は食事、音楽で祝い、伝統的マケドニア民族音楽と現代音楽の両方で踊る。年越しは、12月31日と、マケドニア正教会（ユリウス暦）に基づく1月14日に祝う。

### マルタ
マルタでは、2009年に初めてフロリアーナで年越しストリートパーティを開催した。この行事は、この日は主要通りの店が閉店するため、ほとんど宣伝されず。論争が認められた。2010年には、バレッタのSt George's Squareで最初の全国的祝祭が開催された。マルタでは花火愛好家が非常に人気であるが、年越しにはほとんど活動していない。

### モンテネグロ
モンテネグロでは、年越しの祝祭がすべての大都市で行われ、通常花火大会も開催される。通常は、家族や友人と自宅または外出して祝う。レストラン、クラブ、カフェおよびホテルでは食事と音楽による祝賀が行われる。

### オランダ
オランダの年越し（Oud en NieuwまたはOudejaarsavond）は通常、家族や友人と夕方をくつろいで祝う。伝統的な軽食はオリーボーレンとアップルベニエ（Appelbeignets、リンゴ輪切りのフリッター、アッペルフラッペン（Appelflappen、アップルパイ）と混同しないこと）がある。テレビでは、特別番組「nl:Oudejaarsconference」（新年の会議）が放送される。この番組は主要なオランダのカバレットが務める（スタンドアップ・コメディ (Stand-up comedy) と比較されるが、より堅い内容で、一般にこの1年の政治を風刺する）。歴史的に改革派信仰プロテスタントの家族は『詩篇』第90篇を読むが、この伝統は廃れつつある。深夜0時に、グリューワイン（司教のワイン）またはシャンパンを飲む。多くの人々が花火をし、街では花火大会を開催しない。ただし、ロッテルダムのエラスムス橋周辺で全国的な花火大会が開催される。公共交通機関は、午後8時頃から翌1時頃まで完全に運休となる。テレビでは深夜0時数分前から時計が放送される。

### 北アイルランド
北アイルランドの年越し祝祭は控えめであり、友人と集まることがほとんどである。
主にスコットランド入植者の地域であるが、年越しはクリスマスの陰に隠れている。

### ポーランド
ポーランドの年越し（Sylwester）の祝祭には、屋内と野外の祭りの両方がある。大規模な野外コンサートが、クラクフの中央広場で開催される。15万から20万人の人々が聖マリア聖堂 (St. Mary's Basilica, Kraków) 上空の花火大会とライブ演奏で年越しを祝い飲み騒ぐ。同様の祭りはポーランドの他の都市でも開催される。
年越しを都市部で過ごすことを望まない人々にとって、山が人気の行き先である。カルパティア山脈に位置するザコパネは、ポーランドで最も人気の冬期山間部リゾートである。
また、カトヴィツェでの年越し（Sylwester）祝祭はスポデク (Spodek) 周辺で行われる。

### ルーマニア
伝統的な年越し（Revelion）祝祭は、ルーマニアの規範である。ルーマニアでは数世紀前からの習慣、慣習、しきたりに従う。子供たちは伝統的聖歌の「 (Pluguşorul) 」、「Sorcova」（ソルコヴァ）を歌い、親善、幸運、そして成功を祈る。
夕方には通常パーティを開く。1989年のルーマニア革命以降、ルーマニアの人々はブカレストの大学広場 (University Square, Bucharest) に集まる。他の重要な祝祭は憲法広場 (Piața Constituției) 、およびセクトール5 (Sector 5) のロムエクスポ (Romexpo) で、ここではMarian Vanghelie行政長が何千人もの人々が訪れた非常に安価な祝祭「Vangheliona」を開催した。この祭りは東洋および熱帯料理、エンリケ・イグレシアス、トニー・ブラクストンや多くのルーマニア人の人気音楽家を目玉とし、花火大会も開催した。

### ロシア
ロシアでは、年越しを家族や親しい友人とともに祝う。ロシアの祝日の起源はクリスマスから派生した。クリスマスはまた、他の宗教的な祝日と共に共産党によって中止されるまでロシアで主要な祝日であった。クリスマスの不足を補うため、新年をクリスマスと同様に祝ったが、祝日には宗教的側面はない。旧ソビエト連邦の崩壊以降でも、ロシアでの新年の祝祭はロシアの伝統となった。古い迷信では、1月1日の最初の訪問者（特に予期しない客）が男性であれば、良い年になると言われる。また、新年を借金なしで開始しようと試みる。
祝祭は通常深夜0時の1時間か2時間前に始まる。「行く年に別れを告げる」通常の習慣は、この12ヶ月の主な出来事を思い出すことである。0時の5分前に、テレビで大統領のスピーチや、人気の新年番組を見る。ラジオやテレビで、クレムリン時計塔の鐘が12回鳴り響く音を聴く伝統がある。鐘が打ち終わると、シャンパンを飲み豪華なディナーを食べて、テレビでコンサートを見て楽しむ。外で花火をしたり、友人や近所を尋ねる人もいる。12月30日と31日は平日のため、多くの人々は職場で小さなパーティを開くが、12月31日は主に自宅でまたは友人と過ごす。

### スコットランド

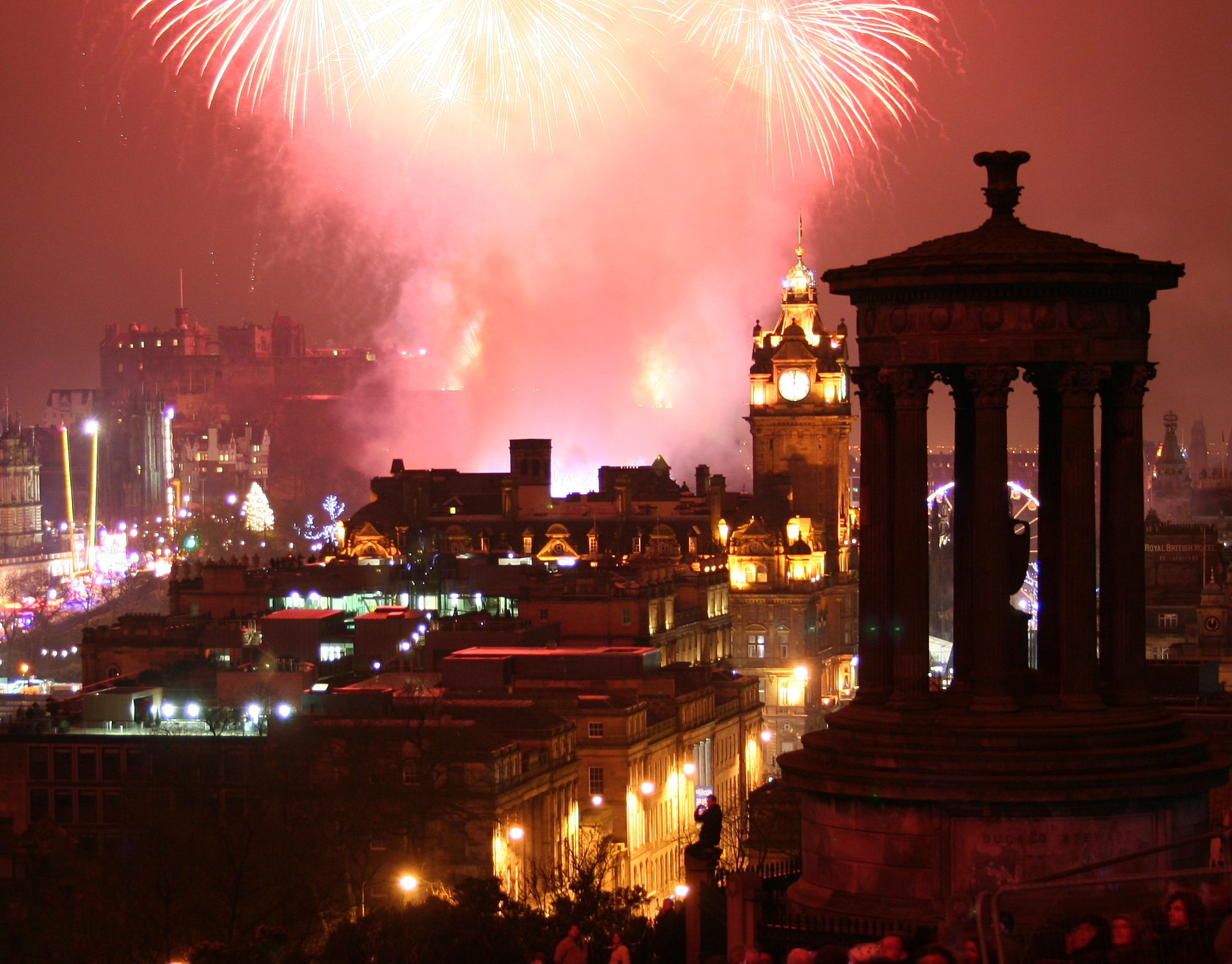
エディンバラでのホグマネイの花火。

スコットランドでは、年越し（ホグマネイ）をいくつかの変わった習慣で祝う。たとえば、ファースト・フット（First-Foot、最初の一歩）は、友人や家族の1人がお互いの家にウイスキーや石炭の塊を手土産に訪れる。
スコットランドの首都、エディンバラでは、世界的に有名な年越し祝祭のひとつが開催される。祝祭はプリンセスストリート (Princes Street) 沿いの主要道路を中心に行われる。エディンバラ城の大砲が深夜0時を告げ、続いて数多くの花火が打ち上げられる。エディンバラでは4日間または5日間の祭りを開催する。祭りは12月28日に始まり、元日またはスコットランドのバンク・ホリデー (Bank holiday) である1月2日まで続く。
2つの小さな街、アバディーンシャーのストーンヘブン (Stonehaven) とパースシャーのコムリー (Comrie) では、ホグマネイで有名な火祭りを開催する。ストーンヘブの火の玉祭りは深夜0時に始まり、参加者が大きな火の玉を振り回してハイ・ストリートをパレードし、世界中から観光客が集まる。
アバディーン、グラスゴー、スターリングなどのスコットランドの他の都市でも大規模な祝祭が開催され、深夜に花火を打ち上げる。
BBCスコットランド (BBC Scotland) は、スコットランドおよび世界に向けてエディンバラの祝祭を生放送 (Hogmanay Live) する。STVでは、世界的な新年の祝祭とスコットランドで起きた出来事の詳細の両方を伝える。

### セルビア
セルビアの年越しは、伝統的に広範囲に祝われる。屋内では、家族が年越しを大量の料理で祝う。セルビアではNovogodišnja jelka （クリスマスツリー）をクリスマスでなく新年に飾る。午前0時頃にサンタクロース（Deda Mraz）が家に訪れ、ツリーの下にプレゼントを置く。その場で開けるか、家族が寝ている場合は翌朝見つける。
レストラン、クラブ、カフェ、およびホテルは予約で埋まり、食事と生演奏による年越し祝祭が開催される。
セルビアの新年の祝祭は、ベオグラードおよびノヴィ・サド、ニシュなどの他の主要都市で開催される野外フェスティバルが最も知られている。12月中旬から、街は広く装飾され電飾が灯される。ユリウス暦の影響により、この装飾は1月に入っても続く。以前のユーゴスラビアを含めた地域の中で、ベオグラードは最も人気のある祝祭の開催地である。スロベニアの団体観光客が、かつての首都を訪れて新年を祝うことは一般的になった。ストリート・フェスティバルは、ベオグラードの何箇所かで新年を祝う数十万の人々で膨れ上がる。前大統領ミロシェヴィッチの時代の間は、この集まりは政治的な強い結びつきもあった。2000年以降、ベオグラードの街では著名な広場、共和国広場、テラジイェ広場、セルビア国民議会建物前（アレクサンダル王通り）において、国内外著名人によるコンサートが複数開催されている。コンサートは夕方早くから始まり明け方まで続く。通常、祝祭とコンサートは小さな子供向け（スラヴィア広場）と大人向け（カレメグダン公演）に分けられている。深夜0時に都市の建物から花火が打ち上げられる。
元日は、Светогорска通りが車両通行止めとなり、「Street of Open Heart」フェスティバルが開催される。家族連れや政治家（大統領も含めて）が通りを歩く間、食事と温かい飲み物が供され、野外演劇が上演される。1月1日の夕方は、前夜を繰り返すreprizaを行う。昨夜訪れたクラブ、友人宅、広場に行って、もう一度祝う。規模をやや縮小した祭りが開催される。
1月13日には、ユリウス暦に従って新年（Српска Нова година）を祝う。ベオグラードの市役所または国民議会前での1回のコンサートが開催され、聖サワ大聖堂に人々が集まり、セルビア正教会により花火が打ち上げられる。他の都市もこのような祝祭を開催する。

### スペイン

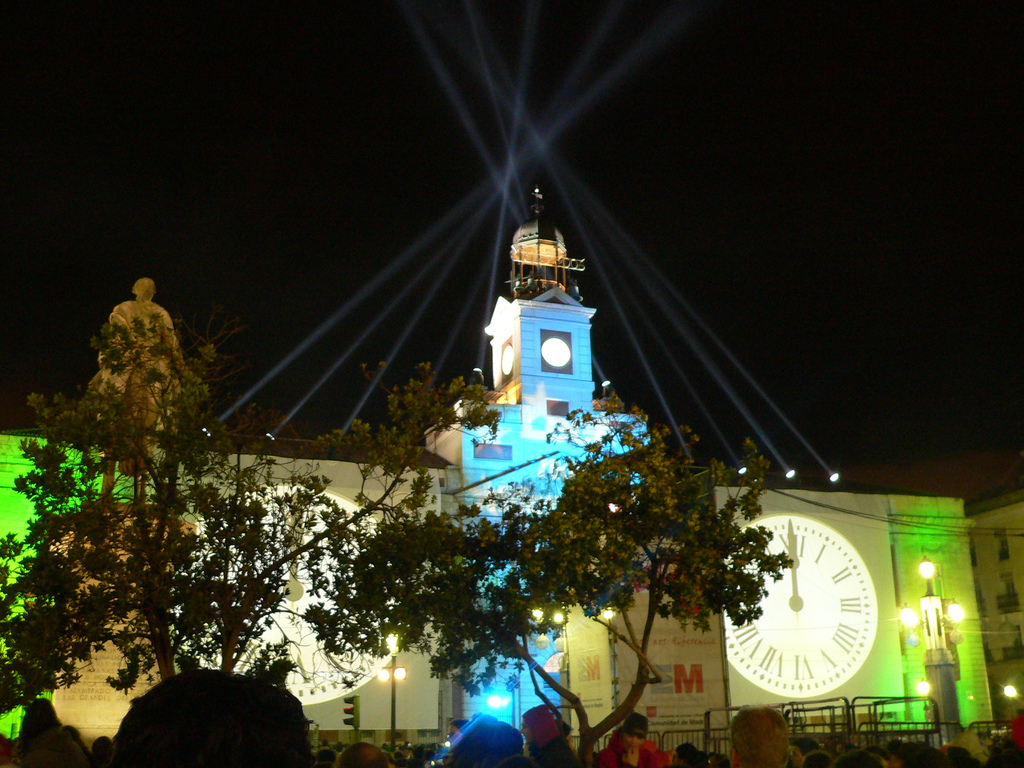
2005年のマドリードプエルタ・デル・ソルでの年越し。

スペインの年越し（Nochevieja またはFin de Año）祝祭は通常、伝統的にエビ、羊肉や去勢雄鶏 (Capon) 料理を含む家庭のディナーで始まる。スペインには、年越しには新しい赤い下着を身につけて幸運をもたらす風習がある。カウントダウンは主にマドリードのプエルタ・デル・ソルに建つ旧王立郵便局の時計台で行う。時計の鐘が鳴る度に1つずつ、12粒のブドウを食べる慣習がある。この慣習は1909年に、アリカンテのブドウ生産者がその年の大量の生産余剰を削減する方法として考えたことが起源である。現在ほとんどのスペイン人がこの慣習に従っており、12粒のブドウは新年の同義語となった。鐘が12回打ち終わると、挨拶を交わしてカバなどのスパークリングワイン、シャンパン、またはシードルで乾杯する。
家庭のディナーとブドウの後、多くの若者はパブやクラブとった場所のcotillones de nochevieja パーティ（スペイン語で「紙吹雪、吹き戻し、パーティ帽のようなパーティ道具」を意味するcotillónに由来する）に出かける。パーティは通常翌朝まで続き、地元のバーでのささやかな祝祭から、ホテルの大広間に何千もの客が集まる大規模パーティまで様々である。パーティ参加者は通常、翌朝早くに集合して伝統的な冬の朝食、チコラテ・コン・チュロス（chocolate con churros、ホット・チョコレートと揚げたペイストリー）を食べる。

### スウェーデン

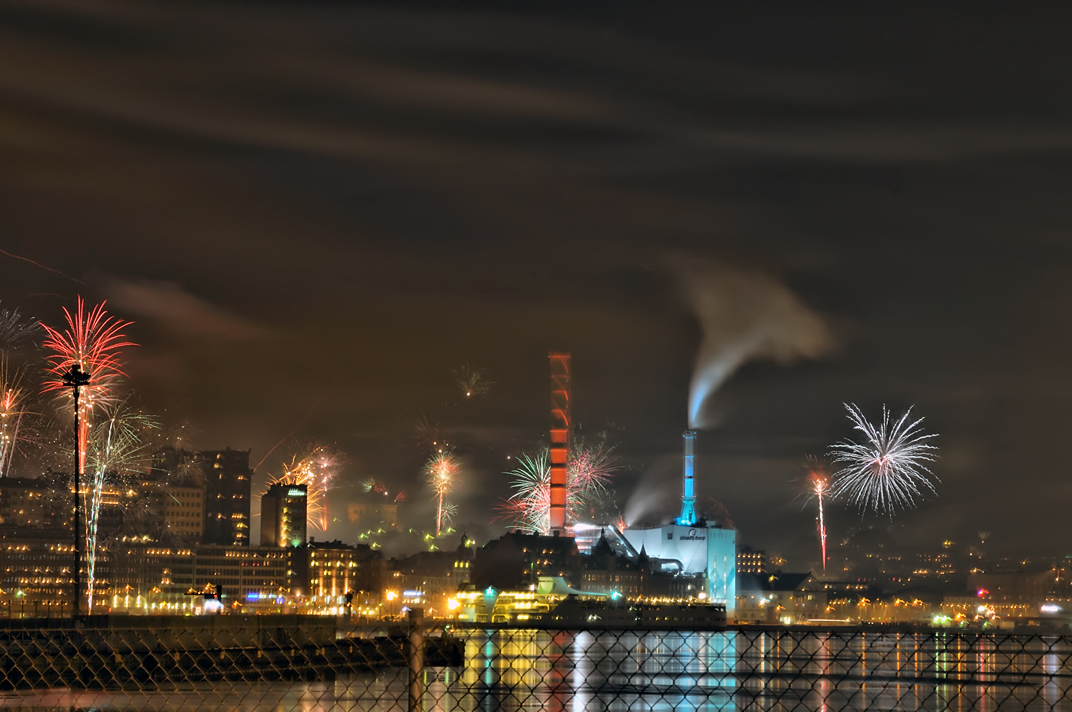
2008年ヨーテボリの年越し花火。

スウェーデンでは、年越しを通常家族または友人と祝う。深夜0時前後の数時間に、パーティを開いて通常3コースの特別なディナーを食べる。年越しを祝う大規模な花火が国中、特に都市部で打ち上げられる。18歳以上になると地元の小売店や個人が販売する花火を買うことができる。深夜0時に花火を見たりしたりしながら、通常シャンパンを飲む。

### スイス
スイスの典型的な年越しは、屋内で友人と祝う。年越しにまつわるメイン料理は無いが、年越しの菓子やデザートがある。自治体独自のカウントダウンが公共の場所で開催され、小さな都市でも公式な花火が打ち上げられる。

### トルコ
クリスマスとバイラム (Bayram) に関連する多数の飾り付けや伝統習慣が、トルコの世俗的年越し祝祭を形成する。自宅や通りは電飾が光り輝く。家族や友人とささやかな贈り物交換をし、豪華な家庭料理のディナーを楽しむ。ディナーには特別な小粒レーズン（カレンズ） (Zante currant) 、ピメンタ (Pimiento) 、ディル入りイチ（松の実）ピラヴ、ドルマ、ボレキ、バクラヴァ、および温かいピデに乗せた様々なナス料理、サーレップ、ボザが供される。トルコでは通常クリスマスを祝わないが、年越しでクリスマスツリーを飾る伝統は非常に人気である。トルコでは、サンタクロースはクリスマスではなく年越しに関係する。
テレビやラジオでは様々な年末の特別番組を連続して放送し、全国の自治体ではコンサートや家族、友人向けの祝祭行事、同様にカラギョズとハジワット (Karagöz and Hacivat) の影絵劇場、メフテルによる演奏などの伝統演芸、更にオスマン帝国の時代にも見られたイェニチェリの軍楽に加えて、貧困層のための募金行事を開催する。
数多くの都市や街、特にイスタンブール、アンカラ、イズミル、アダナおよびアンタルヤといった大都市地域では、大勢が参加する公的および私的なパーティが開催される。イスタンブールのタクスィム広場、ベイオール (Beyoğlu) 、ニシャンタシュ (Nişantaşı) 、およびカドゥキョイ地区とアンカラのクズライ (Kızılay) 広場では、舞踊、コンサート、レーザーライトショーを呼び物として、伝統的なカウントダウンや花火大会が開催される。

### ウクライナ
かつてのソビエト連邦構成国では、新年はアメリカ合衆国でのクリスマスと同じほど文化的に重要であるが、宗教的な意味合いはない。ウクライナの家庭では伝統的に、クリスマスツリーと同様のトウヒを飾る。家族が集まりご馳走を食べて1年を振り返る。盛大に祝って、乾杯し新年の幸福を祈る。家族から友人や知人にプレゼントを贈る。ウクライナでは伝統的に緊密な社会共同体があるため、家族の関係者にプレゼントを贈らないことはタブーとされる。子供たちは新年を待って深夜0時まで寝ないでいる。これらの祝祭の間、ウクライナのテレビで長年の伝統となっている新年特別番組を見ることが多い。
新年は、東ヨーロッパ、主にウクライナに住む東方典礼カトリックおよび東方正教の教徒にとって、クリスマスを1月7日に祝うため「事前の祝祭」と見なされることが多い。

### ウェールズ
ウェールズでは、カレンニグ（Calennig、新年）に贈り物やお金を与える伝統が今なお残る慣習であり、現在は通例パンやチーズを与える。
数千人の人々が毎年カーディフに訪れ、ライブ演奏、ケータリング、アイススケート、遊園地、花火を楽しむ。祝祭の多くはカーディフ城 (Cardiff Castle) 、カーディフ市庁舎 (Cardiff City Hall) で開催される。
年越しには毎年、5キロメートルのマラソン、Nos Galanロードレース (Nos Galan road race) が南ウェールズ (South Wales) 、ロンダ・カノン・タフ (Rhondda Cynon Taf) 、カノン渓谷 (Cynon Valley) のマウンテンアッシュ (Mountain Ash) で開催される。これは、ウェールズの陸上選手ギトー・ニス・ブラーン（Guto Nyth Brân、愛称「カラスの巣のギトー」）の生涯と功績を讃えるレースであり、1958年に地元の陸上競技者、バーナードボールドウィンが創設し、ギトーの最初に競技で走った5キロのコースを走る。メインレースはLlanwynnoの礼拝で始まり、Llanwynno墓地のギトーの墓に花輪を捧げる。たいまつに火を灯し、マウンテンアッシュ近くのレース開催地まで運ぶ。
レースは、街の中心を2度周回するコースで、ヘンリー通りから始まりギトーの記念像そばのオックスフォード通りで終わる。伝統的にこのレースは深夜0時に終わる時間であったが、近年は家族連れ向けに時間変更して午後9時頃に終了する。これに伴い規模が拡大し、午後には通りの催し物や子供向けのファンランが開始され、礼拝、競技レース、および表彰式で終了する。

## 中央および南アメリカ

### アルゼンチン
アルゼンチンの伝統的な祝祭は、ヴィテッロ・トンナート、アサード、トゥロン、パン・ドゥルセといった伝統的家庭料理の家族とのディナーである。深夜0時直前に通りに集まり花火をしたり見たりして楽しむ。深夜0時にシードルやシャンパンで新年の初日を祝う。お互いに新年の幸運を祈り、近所の人たちと乾杯を交わすこともある。パーティーは明け方まで続くことが多い。アルゼンチンではまた、川や湖または公共のプールで泳いで新年を祝う。

### ブラジル

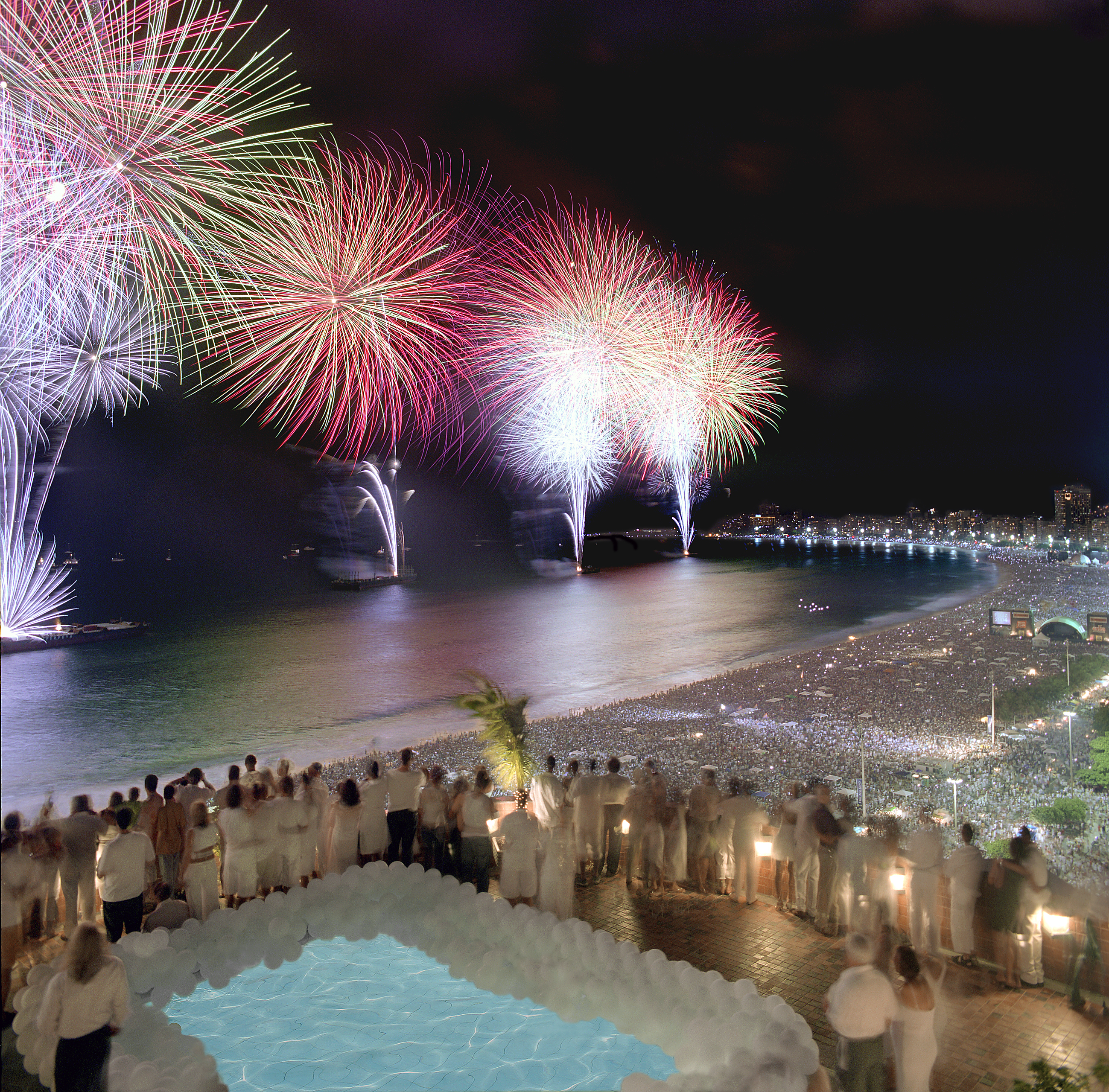
リオデジャネイロのコパカバーナビーチでは数百万人がお祭り騒ぎする。

新年（ポルトガル語：Ano Novo、ブラジルポルトガル語：レヴェイヨン (Réveillon) ）はブラジルの主要な祝日の1つである。カーニバルまで続く夏休みの開始を公式に告げる。ブラジルでは伝統的に家族や友人と自宅やレストラン、またはプライベートクラブでたくさんのご馳走を食べ、酒を飲む。伝統的にシャンパンを飲む。年越しをビーチで迎える人たちは通常、新年の幸運を呼ぶために白い服を着る。この休日に関連して花火と、ブドウやレンズ豆を食べる習慣がある。リオデジャネイロのコパカバーナでは大規模な花火大会が開催される。
リオデジャネイロのコパカバーナビーチは、新年の花火のトップ10にランクされた。ライブコンサート、壮大な花火、百万人のお祭り騒ぎの組合わせにより、コパカバーナを世界最高の新年パーティの1つとされる。
サンパウロのパウリスタ通りではサン・シルベストレ国際マラソン (Corrida de São Silves) が開催される。
他の地域でも様々な行事が開催される。セアラー州フォルタレザでは、イサレマビーチ（Praia de Iracema）でパーティが開催される。パーティには百万人以上が集まり、花火と音楽ショーが開催される。

### チリ

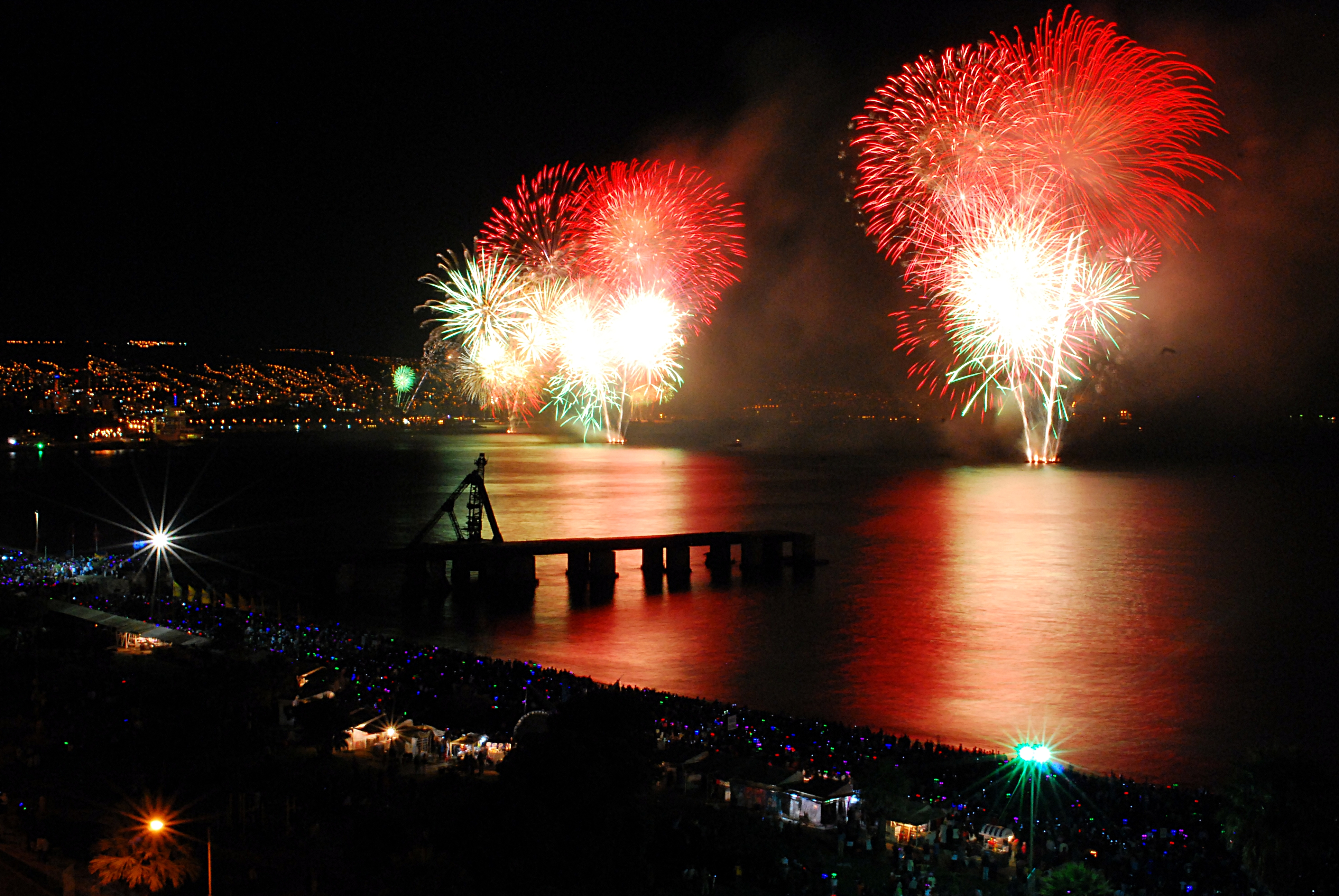
バルパライソの街やビーチには、毎年の年越しでは百万人以上の観光客が詰めかける。

チリの年越しの祝祭には特別料理の家族とのディナーがあり、通常レンズ豆とその年の12ヶ月を象徴する12粒のブドウが含まれる。家庭の祝祭は通常深夜0時まで行い、続いて友人たちと明け方までパーティを行う。チリの首都サンティアゴ (Torre Entel) では、深夜0時のカウントダウンと花火大会を見るために数千人の人々がエンテルタワー (Torre Entel) に集まる。
全国各地で花火大会が開催される。最も人気のAño Nuevo en el Mar（アニョ・ヌエボ・エン・エル・マル、海での新年）はバルパライソで開催され、100万人以上の見物客が訪れる。2000年以降、花火の個人販売は違法となり、花火大会でしか見られなくなった。
また、多くの観光客が新年を迎えるためにチリ沿岸から遠く離れたイースター島を訪れる。

### コロンビア
コロンビアでは年越しが伝統的な祝祭である。全国各地には、家族で特別料理のディナー、花火、ポピュラー音楽、特別なまたは新しい服を着たり、エンパナーダを食べる習慣、および様々なパーティといった多くの伝統がある。

### コスタリカ
コスタリカでは、家族が午後9時に集まって翌日1時から2時まで続くパーティを開く。コスタリカの家庭には、新年に12の願いをする12粒のブドウ、新年の旅行や体験を願い、かばんを持って通りを走るなど、様々な伝統がある。

### エルサルバドル
エルサルバドルでは年越しを家族と過ごす。家族パーティは午後5時頃に始まり翌日午前1時から3時頃まで続く。家族揃ってディナーを食べ、「Cinco para las Doce」（12時5分前）などの伝統的な年越しの歌が流れる。食事の後、花火をしたり屋外でパーティを続けたりする。ラジオ局が深夜0時のカウントダウンを行う。深夜0時に全国各地で花火が点火される。人々は互いに抱擁して新年の幸運を祈る。

### エクアドル
エクアドルの年越しの伝統には、年越しの前日に男性がその年の「未亡人」に扮する女装の習慣がある。家族行事の伝統や食事、パーティを開いたりナイトクラブに行く現代的な祝祭の伝統もある。親しい家族や友人とブドウを食べ、シャンパンを飲む習慣がある。主な行事は深夜0時に行われる。花火に点火し、国内政治家や映画の登場人物、動物を模した「Año Viejo（アニョビエホ、昨年）」と呼ばれる等身大人形にこの1年の不運を負わせ、通りで燃やす。

### グアテマラ
グアテマラでは、年越しに銀行が休業し午前中までで営業が終わる。アンティグア市内では通常、年越し（スペイン語でFin del Año）を祝うためにサンタカタリナの時計アーチに集まる。グアテマラシティではマヨール広場が祝祭の中心である。日が暮れると爆竹が点火され、夜まで休みなく続く。グアテマラでは幸運のため新しい服を着て、新年カウントダウンの鐘が12回鳴るたびにブドウを1粒食べて願い事をする。
祝祭にはマヤ神話またはカトリックの宗教的側面もある。カトリックの祝祭はクリスマスと同様である。クリスマスの朝に子供への贈り物がツリーの下に置かれるが、両親や大人は新年まで贈り物の交換をしない。

### スリナム
スリナムでは年越しの間、花火大会を見るために人々は商業地域に移動する。これは有名な赤い爆竹リボンを見物するためである。大きな店ではこの爆竹を準備して通りに飾る。毎年その長さが競われ、最長のリボンを導入した会社が高い賞賛を得る。この祝祭は午前10時に始まって翌日に終わる。この日は通常、笑い声、ダンス、音楽、そして酒で満たされる。夜になると大通りのパーティは既に満員となる。主要観光地区の't Vatカフェが開催するフェスタが最も有名である。これらのパーティは午後10時から11時の間に中断し、人々は帰宅して深夜0時にpagaras（赤い爆竹リボン）に点火する。深夜0時の後、パーティは明け方まで続き通りは人でいっぱいになる。

### ベネズエラ
ベネズエラでは、伝統の多くがスペインと類似しており、来る年の幸運をもたらすといわれる伝統が過度に重要視されている。新年の恋愛運を望むなら年越しに赤の下着を着用する、金運を望むなら乾杯の時に高価な紙幣を持つ、旅行を望むならカバンを持って外に出なければならない、などがある。新年の幸運をもたらすために黄色い下着を着用する。
ラジオの特別番組がカウントダウンを行い新年を告げる。カラカスでは、カラカス大聖堂の鐘が12回鳴り響く。この特別番組中に、年が終わる悲哀の歌が放送される。人気の曲にはガイタ（Gaita Zuliana、ベネズエラの音楽スタイルの1つ）グループMaracaibo 15による「Viejo año」（旧年）、Nestor Zavarce、Nancy Ramos、ホセ・ルイス・ロドリゲス (José Luis Rodríguez)  など様々な人気歌手が歌う「Cinco pa' las 12」（12時5分前）がある。新年の最初の数分間に流れる非公式賛歌は、バンドBillo's Caracas Boysの「Año Nuevo, Vida Nueva」（新しい年、新しい人生）である。

## オセアニア

### オーストラリア

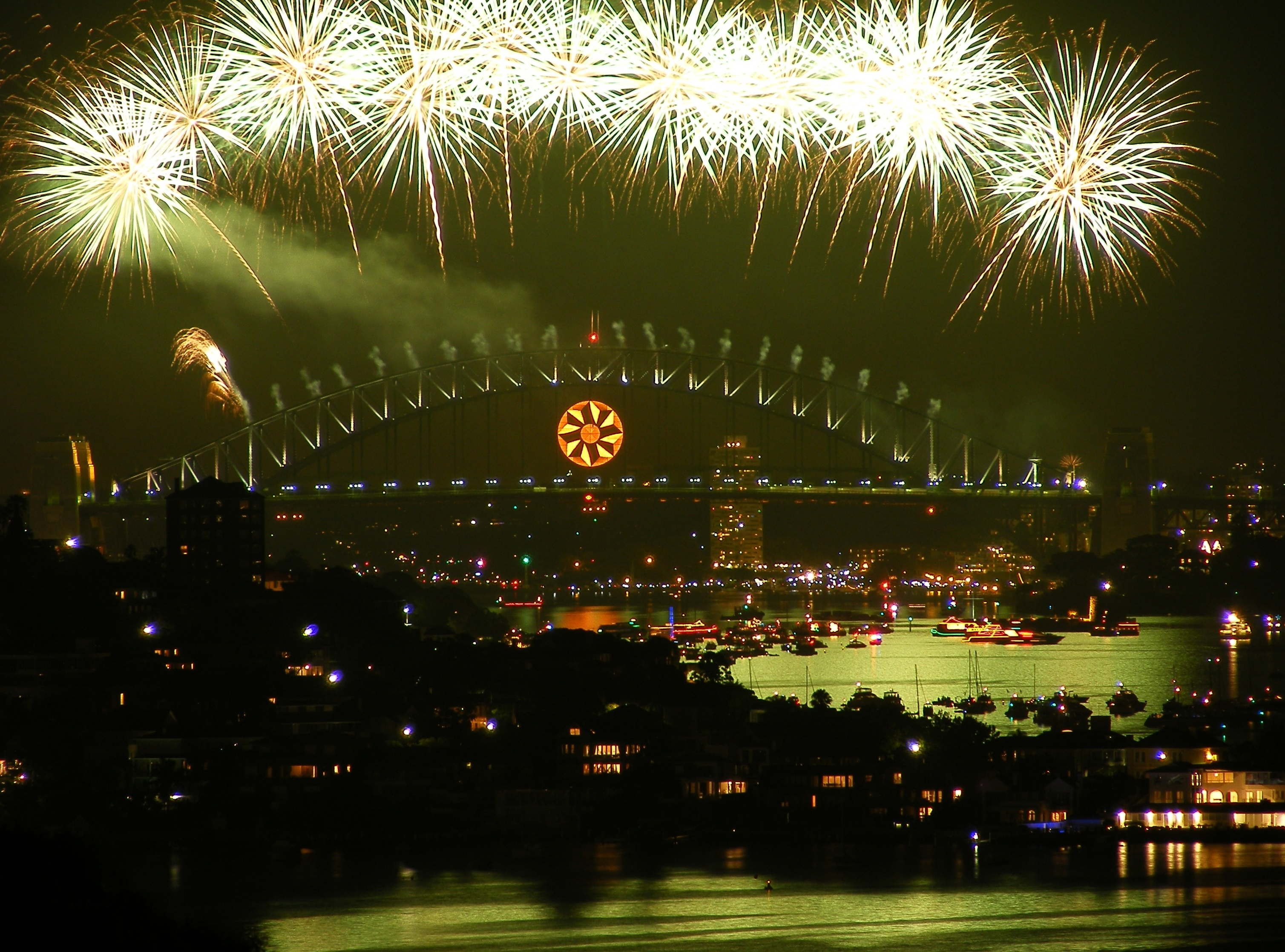
2008〜2009年のシドニーでの年越し

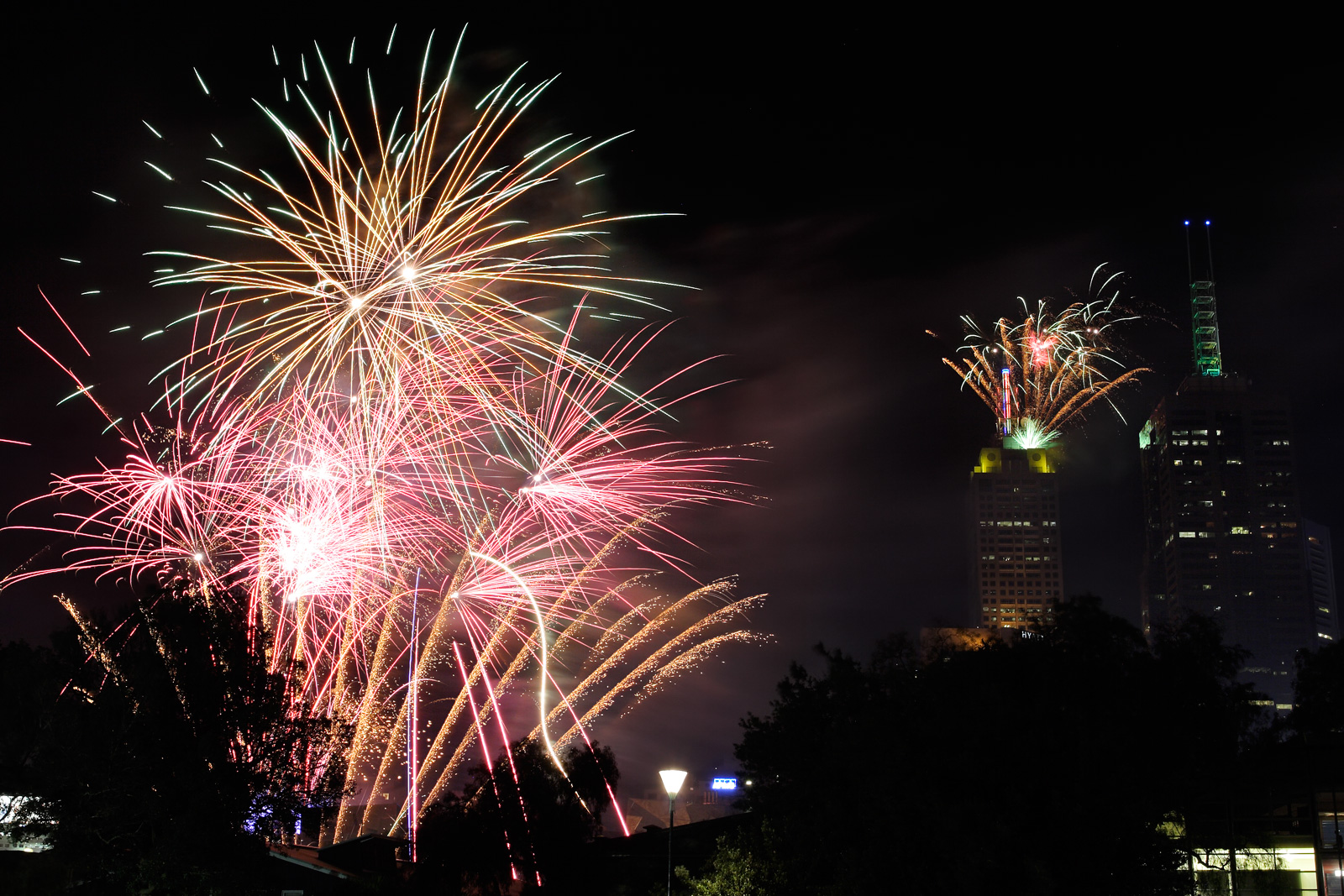
アレキサンドラ公園から見るメルボルンの花火

オーストラリアの主要各都市では年越し祝祭が開催され、通常花火大会と各種行事が行われる。パース中心部の速歩競走専用競馬場、グロスターパーク (Gloucester Park) では、オーストラリア西部で最大とされる花火大会が開催される。ブリスベンの行事はサウスバンク公園 (South Bank Parklands) で開催される。夜には5万人がブリスベン川周辺に集まって花火を観る。
オーストラリアの2つの最大の祝祭は2大都市のシドニーとメルボルンで開催される。シドニーの祝祭は毎年、午後9時のファミリー花火と深夜0時の花火の2つの花火ショーをテーマに実施される。シドニーハーバーブリッジを中心に、ポピュラー音楽とライトショーを融合し同期して花火が打ち上げられる。これは「ブリッジ・エフェクト」と呼ばれ、その年のテーマに関連する様々なシンボルや画像が橋に映し出される。深夜0時の花火を観るために毎年百万人以上の人々がシドニー港に訪れる。毎年最初の主要な世界的新年の祝祭の1つとして、シドニーの深夜0時の花火は12月31日中に各国に放送されることが多い。この放送は毎年数億人が視聴する。

### キリバス
キリバスのキリスィマスィ島（UTC+14）は、世界で最も早く新年が訪れる場所である。

### ニュージーランド
国際日付変更線から496.3キロメートル (308.4 mi)西に位置するギズボーンは、新年が最初に訪れる主要都市である。ニュージーランドの各都市は大規模なストリートパーティと花火大会で祝う。通常、地方議会がパーティ、ストリートカーニバル、および花火大会を運営するが、無秩序や破壊行動その他反社会的行為を防止するために酒類禁止が人気の地域の多くに課せられている。オークランドの花火大会では、南半球で最も高い自立構造物であるスカイタワーの展望台の上から花火を打ち上げる。
クリケットニュージーランド代表は、年越しの日にクイーンズタウンでワン・デー・マッチの国際試合を開催する。

## アフリカ

### ガーナ
ガーナでは、多くの人々が教会に行って年越しを祝う。その他の人たちはナイトクラブ、パブ、または通りに出かけて年越しを祝う。深夜0時にガーナの各都市、特にアクラおよびテマで花火大会が開催される。

### モロッコ

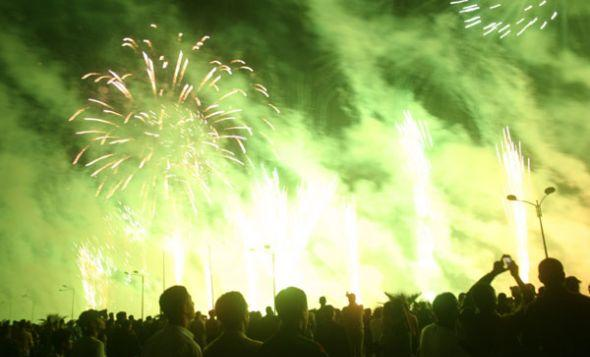
カサブランカの花火大会。

モロッコでは、年越し（アラビア語：رأس العام、年の始め）を家族や友人と一緒に祝う。人々が集い、笑顔でケーキを食べ、踊る。伝統的に自宅で年越しを祝うが、ナイトクラブに出かける人たちもいる。深夜0時に、カサブランカのコルニッシュ (Corniche) 、アイン・ディアブ (Ain Diab) 一帯で花火大会が開催される。

## アジア
漢字文化圏のそれについては「除夜」も参照。

### 中国
中国では、グレゴリオ暦の新年の数週間後に春節の祝祭がされるが、グレゴリオ暦の新年の祝祭がいくつかの地域、特に北京市、上海市、広州市、廈門市で開催される。北京のSOLANAブルーハーバー国際ビジネス地区では、花火大会とロックコンサートなどの祝祭が開催され、天壇および頤和園では文化的な式典やイベントが開催される。2011年から、上海の外灘では深夜0時前の数分間、光と音楽の3Dマッピングライトショーが開催される。

### 香港

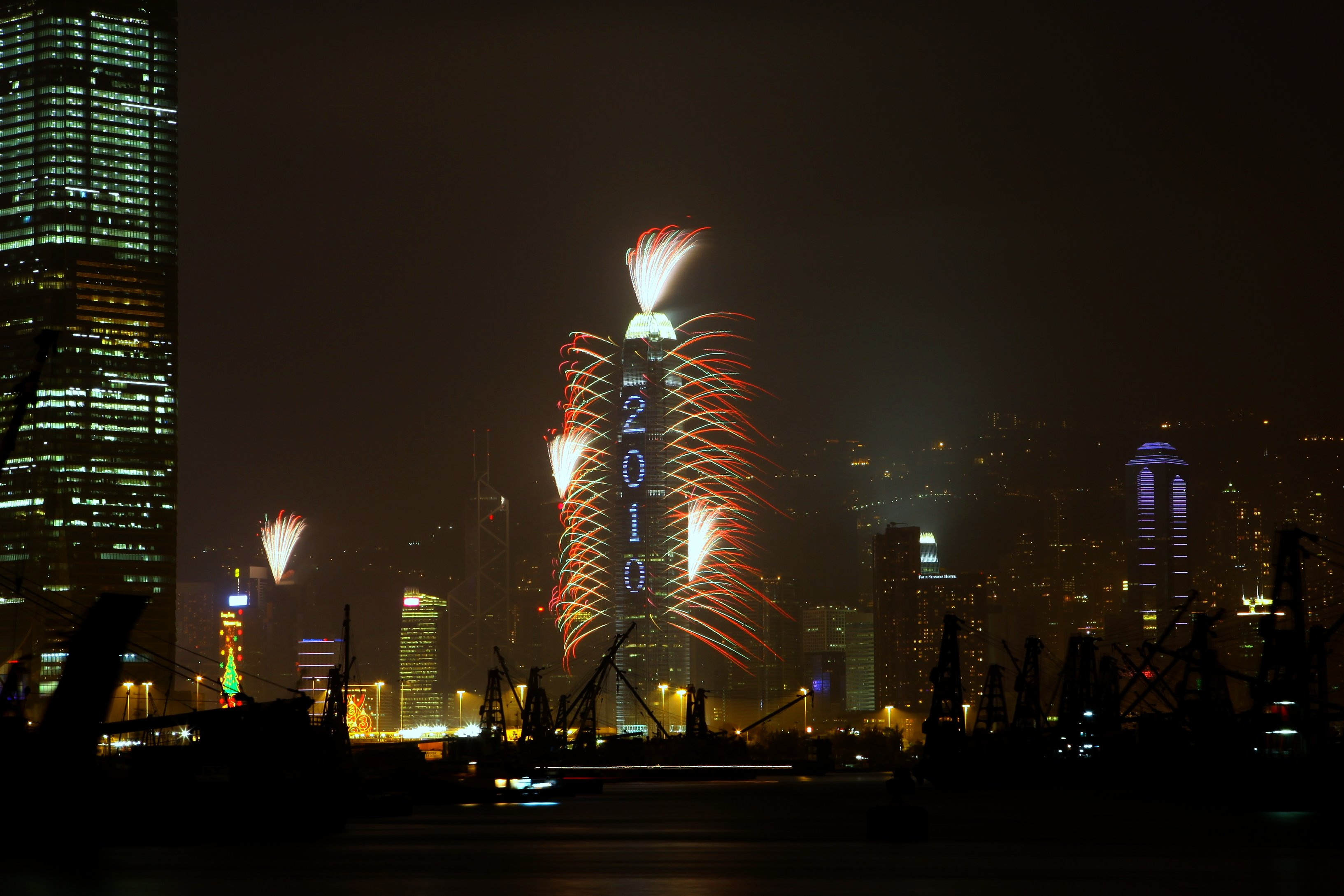
香港の劇的な花火大会。

香港では通常、中環、銅鑼湾および尖沙咀に人々が集まって港の夜景を眺めて祝う。タイムズスクウェアショッピングモールは、ニューヨークのタイムズスクエアのように、独自のタイムボールの祝祭を開催する。地区全体の祝祭は、荃湾、沙田、旺角、および観塘でも行われる。
2008年から、国際金融中心第一期、第二期の2つのオフィスビル外壁でLEDと仕掛け花火による60秒間の新年カウントダウンが開始された。カウントダウン後、花火が打ち上げられ、シンフォニー・オブ・ライツ (幻彩詠香江) が始まる。2013年を迎える祝祭では、香港コンベンション・アンド・エキシビション・センターでカウントダウンが開始され、シンフォニー・オブ・ライツは8分間に延長された。

### 中央アジア
中央アジアでは、年越しの伝統は旧ソ連から伝搬した。このためロシアの伝統と類似している。

### インド
インドでは、ほとんどの祝祭は、ムンバイ、デリー、コルカタ、プネー、バンガロール、チェンナイ、ハイデラバード、アフマダーバード、グワーハーティー、および2009-2010年以降チャンディーガルといった主要な大都市で開催される。ハイデラバードでは、花火、街中のレースと喧噪が非常に多い。ゴア州は、インド人、海外旅行者ともに年越し祝祭で最も多くが訪れる場所の1つである。ボリウッドスターのライブコンサートやダンスといった行事が開催され、観客のほとんどは若者である。多くの観光客はまた、インド門、ギルガーオン・チャウパーティー (Girgaum Chowpatty) 、バンドスタンド・プロムナード (Bandstand Promenade) 、ジュフ・ビーチ (Juhu Beach) などの海岸沿いの人気のスポットにも集まる。より多くの人たちは年越しを家族と祝うことを好む。ホテルとリゾート地はすべて旅行者の殺到を見越して準備し、熱い競争は行楽客を感動的な年越しに誘うこと保証する。国の至る所での古くからの伝統として、ヒンドゥー教徒により実りある年を願う特別なヤジュナ (Yajna) とプージャーがとり行われる。ボリウッドスターの行事はインドで最も注目を集めている。エンターテインメントとメディアのチャンネルにはボリウッド映画産業を促進する特別番組があり、人気があり有名なボリウッドスターの存在により非常に多数の群衆が観覧する。この番組は花火の打ち上げにより終了し、多くのスターは訪れる大衆のために興行でも花火を打ち上げる。

### インドネシア
インドネシアの都市部では、年越しをお祭り騒ぎで祝う。インドネシアのホテル、ディスコ、および主なレストランでは特別料理、催し物やダンスを提供する。人々は家族、兄弟姉妹、および友人と年越しを祝う。インドネシアの年越しでは、トランペットと花火が最も重要な要素である。しかしながら、新年は一般的にイド・アル＝フィトルはほど大きな祝祭ではない。
ジャカルタでの年越し祝祭では音楽ショー、新年カウントダウン、花火パーティが催される。祝祭行事はモナス、アンチョールの海岸リゾート、およびタマン・ミニ・インドネシア (Taman Mini Indonesia Indah) で頻繁に開催される。バリ島は年越しで人気のもう1つの観光地であり、多くの地元の人々や旅行客がクタ海岸に集まる。

### イスラエル
イスラエルの年越し（シルベスター）は、パーティ、懇親会、コンサート、およびエルサレムやテルアビブといった大都市に食事に出かけて祝う。旧ソビエト連邦からの移民は、ロシア風の祝日であるНовый годを祝う。

### 日本

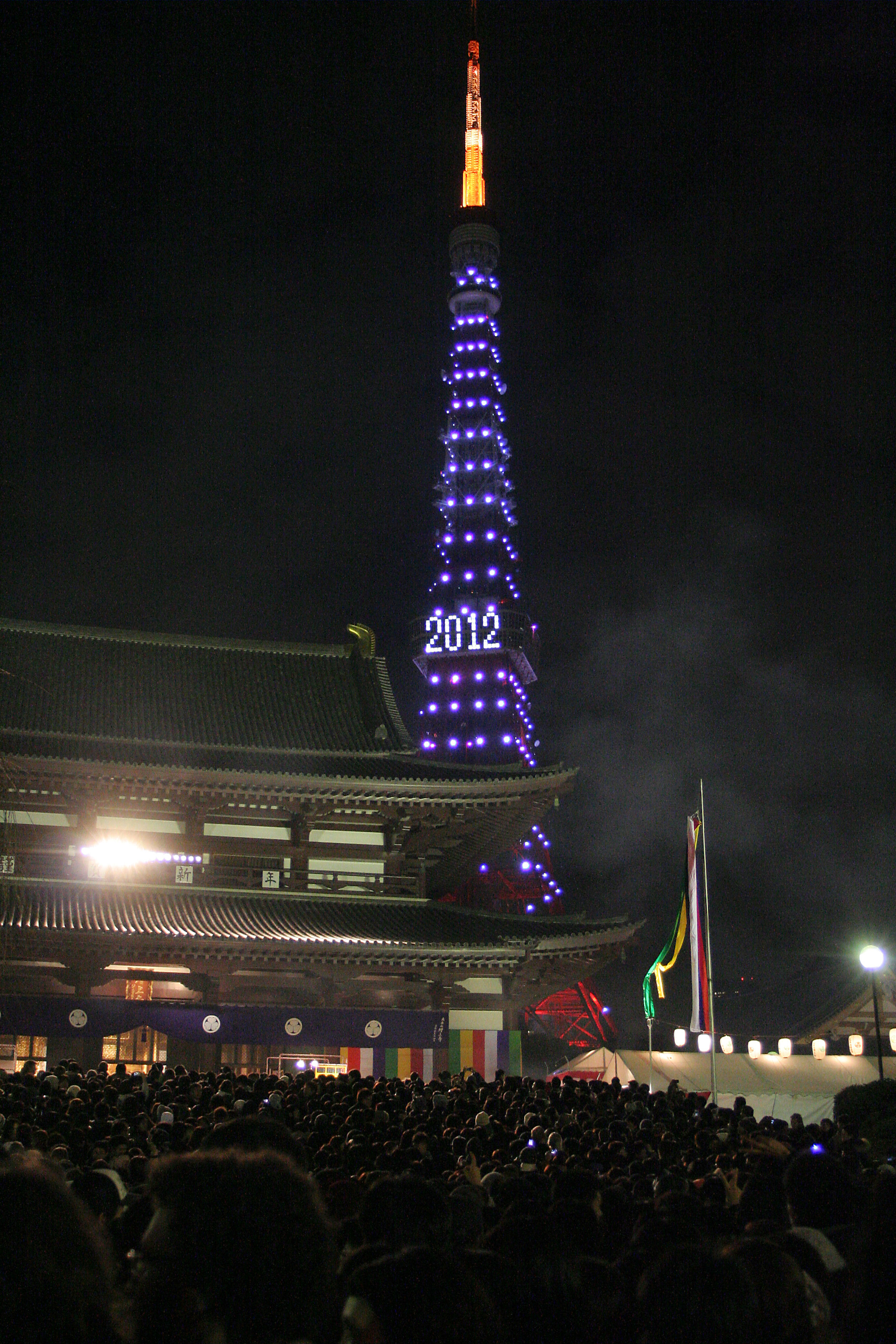
増上寺にて東京タワーを見上げる。（2011年から2012年への年越し）

日本では、年越しには年神を迎えるための準備をする。神を迎えるため、年越しの前に家を掃除して門松や注連縄を準備する。寺院では0時までに107回の鐘を撞き、0時ちょうどに108回目の鐘を撞く除夜の鐘の伝統がある。鐘の音は108つの煩悩の要素をあらわす。
各地では、コンサートやカウントダウン、花火大会などが行われる。東京では、2つの非常に混雑する祝祭が渋谷区の渋谷スクランブル交差点と港区の増上寺で開催される。増上寺では深夜0時を告げると新年の願いを込めてヘリウム入りの風船を空に放ち、東京タワーが新しい年の数字を電光で表示する。

### 韓国および北朝鮮
北朝鮮と韓国のどちらにも、旧正月と正月の2つの新年の祝祭がある。正月は常に1月1日に祝うが、旧正月の日は変化する。韓国と北朝鮮共通の風習もあるが、祝い方に相違があったり一方のみだったりする風習もある。
韓国、北朝鮮ともに、新年を「ソルラル（설날）」と呼ぶ。薄い餅（トック）と多くの場合卵が入った「トックッ（떡국）」という特別な辛いスープを食べる。このスープを正月に食べると、1つ歳をとると言われている。正月にこのスープを食べないと、幸運を逃すと言われる。
韓国、北朝鮮のほとんどの都市と都市部では、年越し行事を開催する。韓国では、最も大きな祝祭がソウルの明洞で開催される。この祝祭では深夜0時に普信閣 (Bosingak) の鐘が33回鳴り、花火大会が開催される。北朝鮮の平壌では、人民大学習堂で時計の鐘が鳴り、金日成広場、主体思想塔で花火が打ち上げられ、周辺地域に新年の始まりを知らせる。しかしながら、平壌の祝祭はまた、金日成の誕生日1912年4月15日に基づく北朝鮮の暦である主体年号の始まりも告げる。

### レバノン
レバノンでは、家族や友人とのディナーで年越しを祝う。ディナーは、タブーリ (Tabbouleh) 、フムス、キッビといった伝統料理とその他のレバノン料理が供される。祝祭はレストランやクラブでも行われる。参加者が賞金獲得できるゲームショーもまた開催される。新年カウントダウンが大手テレビ局で放送され、祝祭は通常日の出まで続く。夜どおし花火が行われる。

### マレーシア
政府主催のカウントダウン祝祭、Ambang Tahun Baru（アンバン・タフン・バル、「新年の寸前」の意味）が、マレーシア首都クアラルンプールのスルタン・アブドゥル・サマド・ビル（旧連邦事務局ビル）向かいのムルデカ・スクエアで開催される。この行事は政府、民間テレビ局が生放送する。さらに、主要なショッピングモールや歴史的建物では民間主催の年越しカウントダウン・パーティが開催される。重要な民間主催行事の1つに、ペトロナスツインタワーの花火大会がある。

### モンゴル
モンゴルでは、旧ソ連の影響により社会主義時代にグレゴリオ暦の新年の祝祭が始まった。現代の伝統として年越しも元日と同様に祝日であり、この2日は年間で最も大きな祝日の2つである。

### パキスタン
パキスタンの年越しは通常、喜んで祝われる。カラチでは、人々は夜の海岸を訪れて小さな花火で新年を楽しむ。人々が親切なことで知られるラホールでは熱意と情熱をもって年越しを迎える。イスラマバードの若者はバイクを乗り回し高級レストランを訪れて年越しを楽しむ。
国内のいくつかの都市では、「上空への発砲」として知られる行為で喜びを表すことが一般的である。毎年、この習慣により多くが命を落とす。
グレゴリオ暦の最終日の夜にパキスタンの多くの若者は世界中で行われるような祝祭を楽しむが、識字率が低いため、そのような文化的多数の祝祭が昔から世界中で行われていると意識しない。この10年の電子メディアの発達により、パキスタンの若者は世界的トレンドを取り込む傾向にある。低識字率と経済的貧困がこれらの年越し祝祭の障害であると主張する、世界の文化活動長期分析もある。都市部やカラチ、ラホール、首都のイスラマバードのような国際都市の年越しでの長い夜間の行事には上流階級および教養のある人々が参加していると推測されている。パキスタンでは屋根からエアライフルを打つ毎年恒例の伝統で新年を始める。

### フィリピン
フィリピンでは、年越し（Bisperas ng Bagong Taon）は非労働の祝日である。フィリピン人は通常、年越しを家族や親しい友人の集まりで祝う。伝統的に、ほとんどの家庭では、メディア・ノーチェ（Media Noche、「真夜中」の意味）と呼ばれる深夜宴会を主催または参加する。定番料理には、祝日の料理であるパンシット (Pancit) （長生きを願う）、ハム（Hamón）がある。レチョン（豚肉のロースト）は、バーベキュー用に通常準備される。「引っ掻きついばむ」がその日暮らしを示す慣用句であり不運な食べ物であるため、鶏肉を供することは控えられる。
多くの人々が、水玉模様のような丸模様、あるいは甘い12個の丸い果物が模様の、新しく明るい、またはカラフルな服を着ることを選ぶ。これは、丸が金運をもたらし、キャンディがより楽しい（sweet）1年を示すと言われているためである。いくつかの習慣は深夜0時に行う必要がある。硬貨を投げて金運を祈り、飛び上がって身長が伸びることを望んだり、スペインの習慣に従って12個のブドウをその年の月分食べる人たちもいる。人々はトロトット（torotot）と呼ばれる厚紙やプラスチック製のラッパを吹き、鍋やフライパンを叩き、大音量の音楽を流し、クラクションを鳴らし、爆竹に点火して騒音をまき散らす。これは、騒音が不運や悪霊を退散させると信じられているためである。
都市部では通常多くの年越しパーティを開催し、カウントダウン祝祭は地域自治体の支援のもと民間が主催する。パーティにはホテル主催の舞踏会もあり、独自の花火を打ち上げ、非常に多くの人々が参加する。祝祭で人気の場所にはマニラのマニラ湾ロクサス通り (Roxas Boulevard) 近辺、リサール公園 (Rizal Park) 、マカティのアヤラ通りとマカティ通り交差点、パサイのリゾーツ・ワールド・マニラ (Resorts World Manila) とSMモール・オブ・アジア、ケソンのディリマン地区のケソンメモリアルサークルとリビス地区のイーストウッドシティ (Eastwood City) 、タギッグのフォート・ボニファシオ (Fort Bonifacio) がある。

### シンガポール
シンガポール最大の年越し祝祭はマリーナ・ベイ (Marina Bay) 地区で行われ、25万人以上の人々が訪れる。港湾地区付近のパーティは、ザ・フロート@マリーナ・ベイからエスプラネード通り、エスプラネード橋 (Esplanade Bridge) 、ベンジャミン・シアーズ・ブリッジ、マーライオン公園、マリーナ・ベイに面するシンガポール市庁舎 (City Hall, Singapore) のパダン (Padang) に至る。祝祭はまた、ザ・フラトン・ホテル・シンガポール、マリーナ・マンダリン・シンガポール、ザ・リッツ・カールトン・ミレニア・シンガポール、マリーナベイ・サンズ、ラッフルズ・プレイス (Raffles Place) のオフィス、マリーナ・ベイ・ファイナンシャル・センター (Marina Bay Financial Centre) 、ザ・セイル@マリーナ・ベイ (The Sail @ Marina Bay) 、およびシンガポール・フライヤーから眺めることができる。マリーナ・ベイの海岸では、シンガポールの人々の50万の望みが書かれて膨らませた「wishing spheres（希望の球）」2万個がエスプラネード通り沿いの空き地に設置したスポットライトから照らすのきらめく光で彩られて視覚芸術を形作る。観客はまた、マリーナ・ベイに浮かぶステージで上演される国内外アーティストによる様々なショーやコンサートを楽しむ。ショーはマリーナ・ベイ現地でもシンガポールの様々なテレビチャンネルによる中継放送でも見ることができる。
深夜0時1分前に、コンサート司会者は観客と一緒にカウントダウンを開始する。深夜0時を告げるとマリーナ・ベイから花火が打ち上げられ、マリーナ・ベイ全体がシンガポールの夜景 (Raffles Place) を背景にしてライトアップされる。
シンガポールの各地で他のカウントダウンパーティも開催される。ビボシティ (VivoCity) や
タンピネス (Tampines) といった地域がある。

### 台湾

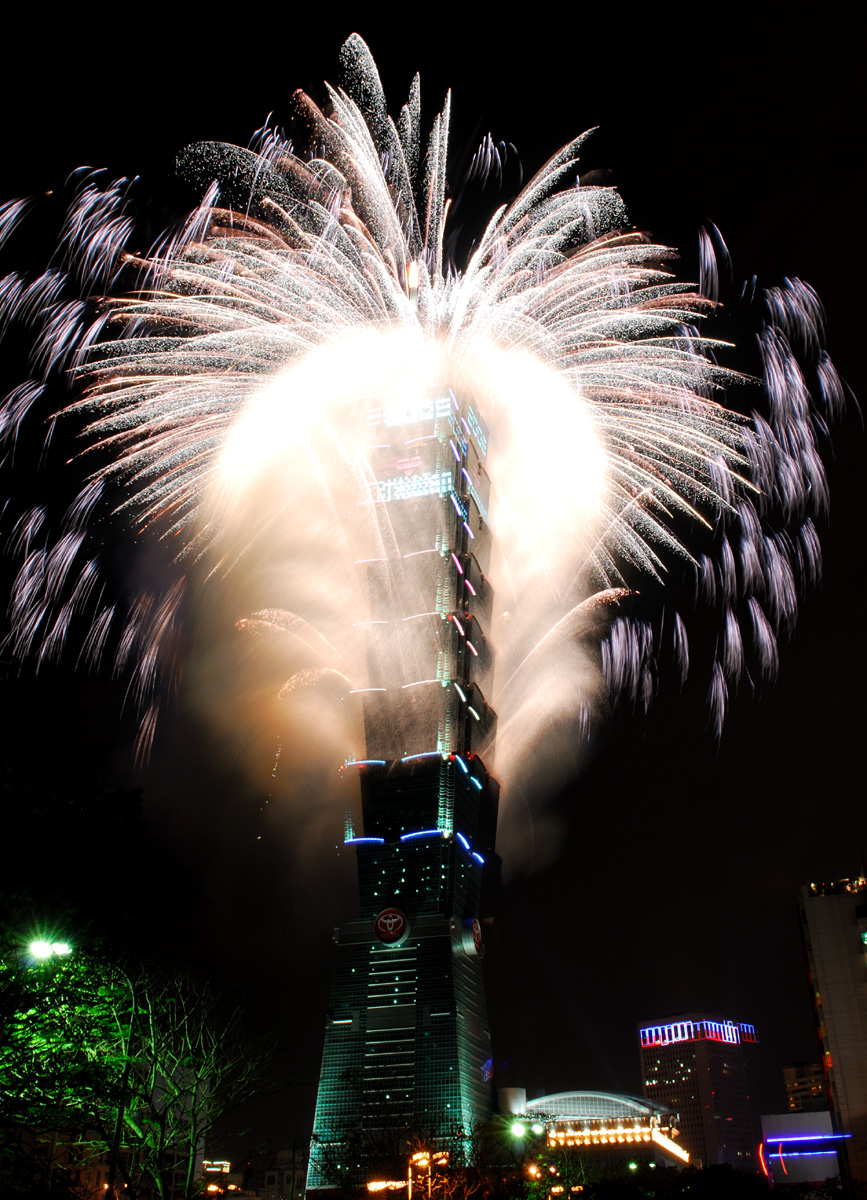
台北101での2008年新年の花火。

台湾では、桃園市、台中市、台北市、および高雄市を含む都市で開催されるコンサートで年の終わりを祝う。台湾では近年、都市間を結ぶ映像通信技術によって各都市で同時にカウントダウンすることを可能にした。最も混雑する都市は首都、台北市であり、ほとんどの人々は台北101と信義区のショッピングセンターに集まる。人々は、カウントダウンの際に台北101周辺の通りに集まる。カウントダウンの数字をカウントする度に、台北101の層（1層が8階）が順にライトアップされ、深夜0時に各層（アンテナ下の層を除く8つの層）の上から花火が四方に打ち上げられる。

### タイ
タイでは、ソンクラーンと呼ばれる伝統的なタイの新年（4月13日または4月14日にあたる）と別に、1月1日のグレゴリオ暦の新年の訪れを家族、親戚、および友人と祝う。祝祭には家族とのディナーおよび様々な習慣がある。タイのほとんどの都市および都市部では、年越し祝祭でカウントダウン、花火、コンサート、および主要な行事を開催する。バンコク中心街セントラルワールドのセントラルワールド広場、およびパッタヤーのパタヤ・ビーチが著名であるが、ホテル、パブ、レストラン、およびナイトクラブといった一般の場所でも年越しパーティが開催され、食事、催し物、音楽を客に提供し、通常翌朝まで営業する。

### アラブ首長国連邦
アラブ首長国連邦のドバイでは、年越しの花火がジュメイラのビーチ（ブルジュ・アル・アラブを含む）および世界一高いビル、ブルジュ・ハリファから打ち上げられる。ブルジュ・ハリファから打ち上げられた花火は世界一高い花火となった。

## 歌

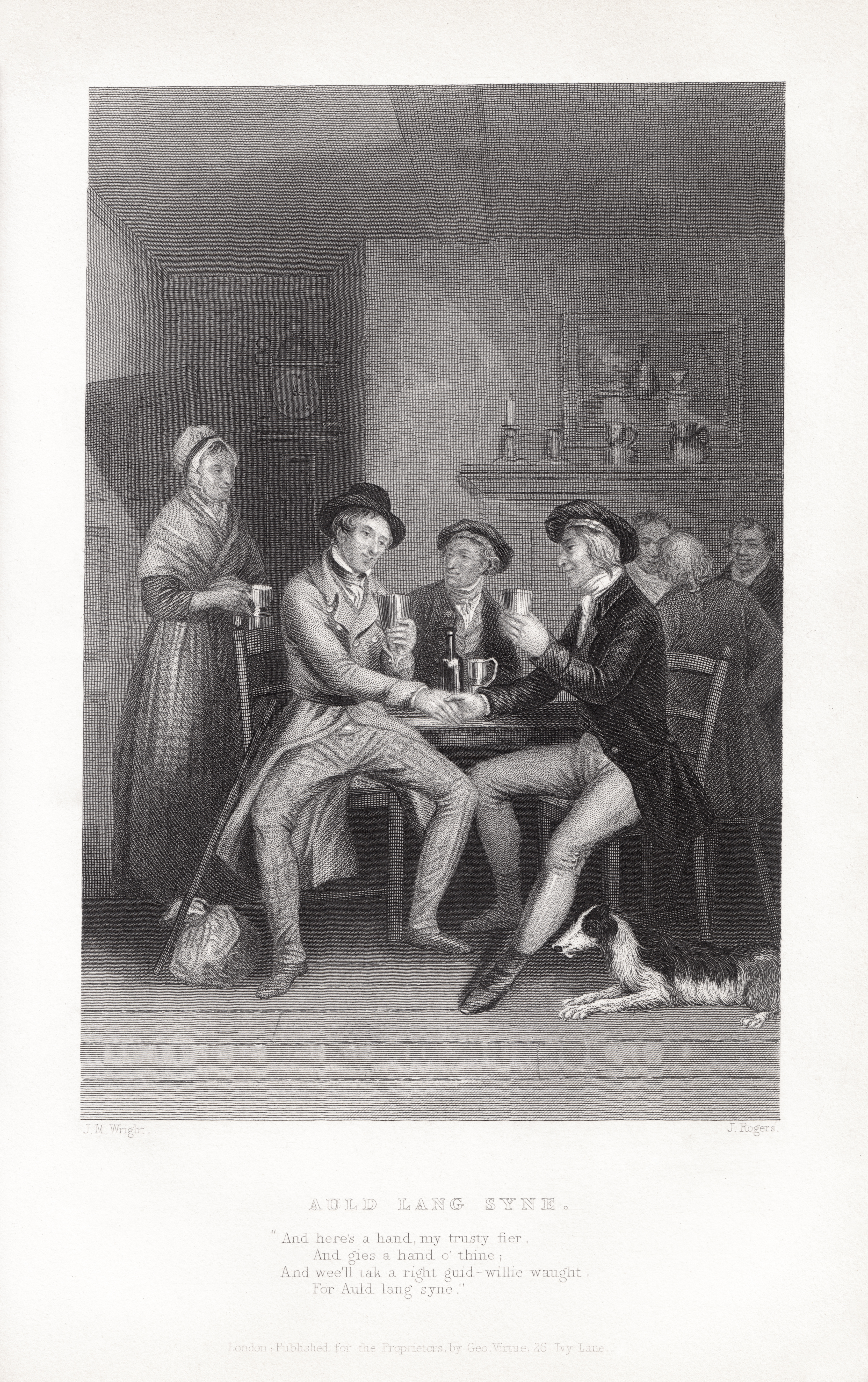
とJohn Rogers 1841年 「オールド・ラング・サイン」のイラスト

英語圏では、数曲の年越しと関連あるポピュラー音楽があり、それらは12月31日（またはもう少し前）にラジオで流れる。
- 「オールド・ラング・サイン」 - ロバート・バーンズ：この歌、特にガイ・ロンバルド (Guy Lombardo) のミュージカル演出は、この休日に密接に関係している。2011年の映画『ニューイヤーズ・イブ』ではリア・ミシェルが歌った[63]。
- 「Happy New Year」ABBA
- 「イマジン」 - ジョン・レノン
- 「It Was a Very Good Year」 - フランク・シナトラ
- 「It's Just Another New Year's Eve」 - バリー・マニロウ
- 「Let's Start the New Year Right」 - ビング・クロスビー
- 「New Year's Day」 - U2
- 「Same Old Lang Syne」 - ダン・フォーゲルバーグ

2000年の祝祭では、プリンスの『1999』が再リリースされ、曲と同名の年であったため人気を博した。また、ウィル・スミスはミレニアムパーティを祝う歌詞の『Will 2K』をリリースし成功した。ロビー・ウィリアムズは1998年の曲『ミレニアム』で、パルプは『Disco 2000』で同様に人気を博した。
スペインのバンドMecanoの曲『Un Año Más』はスペイン語圏の国で人気となった。この曲はスペインの伝統に従う人々による年越しの最後の数分についての歌である。イタリア語版もまたリリースされた。